# Alcazaba de Badajoz
La Alcazaba de Badajoz (del árabe: al-qaṣbah, قصبة, al kasbah, 'ciudadela') es una fortificación árabe (siglos IX-XIII), castillo bajomedieval cristiano (siglos XIII-XVI) y como parte de la ciudadela y fortificación de edificación moderna (siglos XVII-XIX), situada en la ciudad española de Badajoz.
La alcazaba-castillo de Badajoz es la alcazaba más grande de Europa (en cuanto a su construcción de época árabe ), y de las más extensas del mundo en su género y época, en lo que a su perímetro se refiere (8 hectáreas y unos 1300 metros de lienzo de muralla conservada), aunque su extensión llegó a ser mucho mayor con la denominada "Cerca Vieja" (de la que todavía perviven importantes vestigios), que comprende, aproximadamente, todo el recinto abaluartado de edificación posterior, con unas dimensiones de 6000 metros y más de 50 hectáreas, que la convierten en una de las mayores entre las construidas por los árabes en el pasado (junto con ciudades como Granada)
Al norte está rodeada por el río Guadiana y al este por el Arroyo 
Rivillas, que confluyen bajo el ángulo suroeste. En ambos frentes existen fuertes pendientes en el terreno que aumentan el carácter defensivo de la Alcazaba, lo cual se refuerza con los fosos naturales que representan los ríos. La Alcazaba se erigió en un lugar estratégico para el control del paso natural norte-sur y este-oeste.
Tal y como se conserva hoy, fue construida por los Omeyas  en el siglo XII, aunque tiene su origen en la cerca que ya en el siglo IX se construyó al fundar la ciudad. La Alcazaba de Badajoz fue la morada de los monarcas del Reino de Badajoz o Taifa de Badajoz, durante los siglos XI y XII.
Todo el conjunto amurallado de la Alcazaba fue declarado Monumento Histórico-Artístico por decreto de 3 de junio de 1931. El recinto acoge el Museo Arqueológico Provincial en el Palacio de los Duques de la Roca, también declarado Monumento Histórico-Artístico en 1962. En lo que fuera anteriormente el Hospital Militar se encuentran actualmente la Biblioteca de Extremadura y la Facultad de Ciencias de la Documentación y la Comunicación, perteneciente a la Universidad de Extremadura.
Se puede constatar que la alcazaba de Badajoz, no solo es la más grande de España, sino que además es la mayor de Europa y de las más grandes del mundo en lo que a su perímetro y superficie se refiere.

## Historia

### Fundación de la ciudad y origen
La ciudad de Batalyaws, el Badajoz actual, fue fundada por Abd-al Rahman Ibn Marwan, en el año 875, reinando el emir cordobés Muhammad I, sobre un asentamiento visigodo anterior. Tras encabezar varias rebeliones, Ibn Marwan no pudo volver a su lugar de residencia (Mérida), aunque sí se le permitió fundar una nueva ciudad; solicitó al emir construir la ciudad en el actual Cerro de San Cristóbal, pero no se le permitió construir en ningún otro sitio que en el "Cerro de las Muelas", en la margen izquierda del río Guadiana.
El emplazamiento elegido para levantar la Alcazaba (originalmente de argamasa), y fundar la ciudad, fue finalmente el Cerro de la Muela. Desde la fundación, y debido a su situación estratégica con la frontera con Portugal, la ciudad ha tenido un marcado carácter de plaza fuerte.
La Badajoz de época islámica estaba rodeada por una muralla protegiendo la al-qasbah (ksar), la ciudadela, una zona administrativa y de residencia de los gobernantes (donde se encontraba el Alcázar y la Mezquita Mayor).
Las edificaciones que muestra en su interior son buena prueba de las diferentes funciones que tuvo el recinto en las distintas épocas: alcazaba islámica (siglos IX-XIII), castillo bajomedieval cristiano (siglos XIII-XVI) y como parte de la ciudadela y fortificación de edificación moderna (siglos XVII-XIX). El carácter defensivo, unido a causas políticas y económicas, provocaron un deterioro en algunos tramos del recinto amurallado de la alcazaba, hasta su completa restauración y rehabilitación.

### Ampliaciones y consolidación

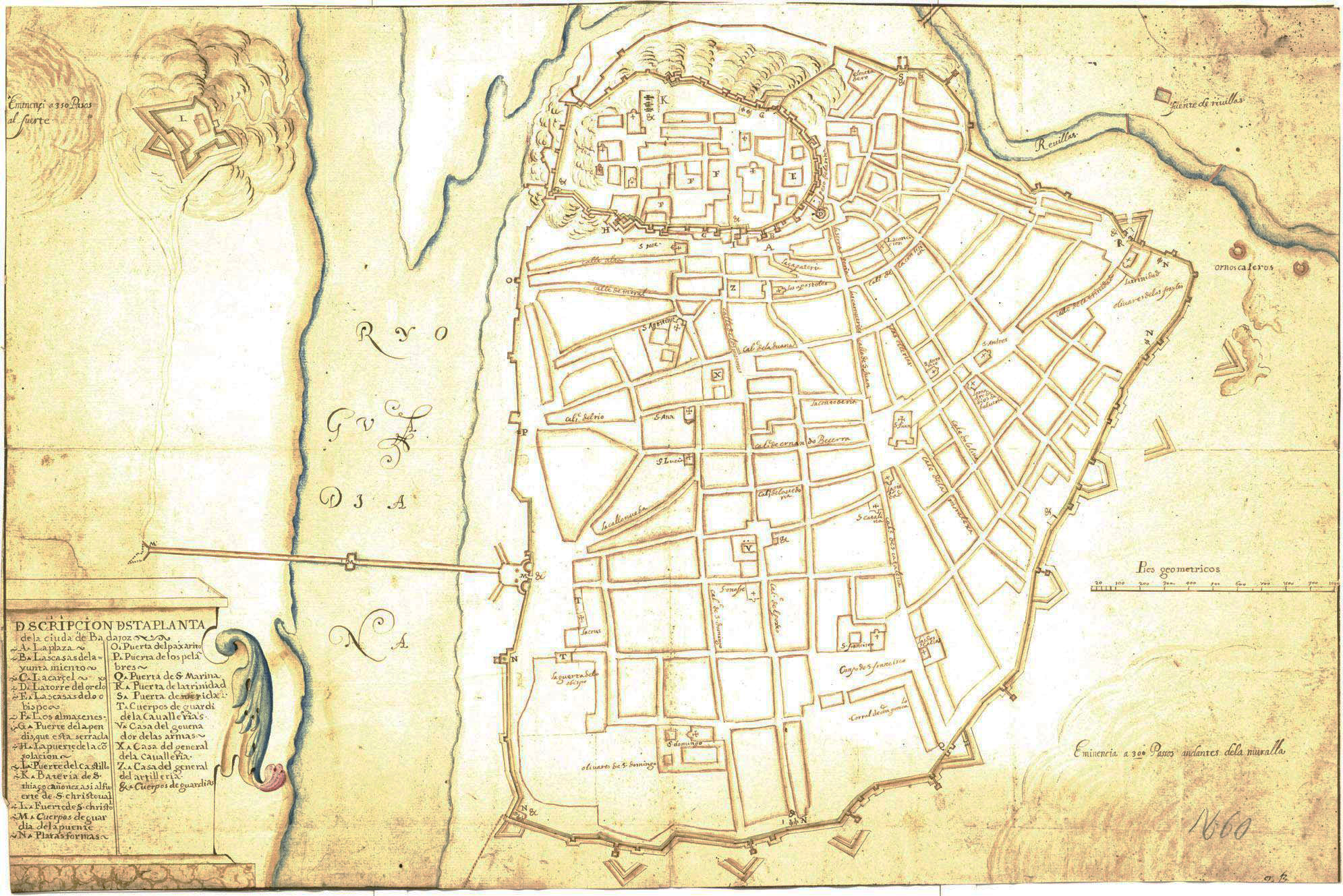
Las últimas fortificaciones musulmanas de Badajoz anteriores a la Reconquista defendían una población cuya extensión era similar a la de la ciudad de 1641, e incluso a la de inicios del. Planta de las fortificaciones con los límites de la «Cerca Vieja», c. 1645.

El recinto amurallado procede en su mayor parte de época almohade, aunque quedan restos de períodos anteriores y testigos de restauraciones posteriores. La primera restauración fue llevada a cabo con tapial por Abd Allah ibn Muhammad ibn Abd al-Rahmann, nieto de Ibn Marwan, en el año 913.
El primer rey de la dinastía Aftasí o Aftásida, Abdallah Ibn el-Aftas (Almanzor I de Badajoz), la reconstruye en el año 1030, convirtiéndola en una muralla de piedra y cal. Poco después del año 1169, reinando el califa almohade Abu Yaqub Yusuf, se levanta la alcazaba que hoy conocemos y que procede en su mayor parte de estas fechas. Abu Yacub Yusuf convirtió a Badajoz en una de las más importantes plazas de la península por el papel defensivo y estratégico que representaba. La última restauración conocida de la época musulmana la realiza el gobernador de la ciudad Abu Yahya ibn Abi Sinan en los primeros años del siglo XIII, pocos años antes de la conquista de la ciudad por el rey leonés Alfonso IX.

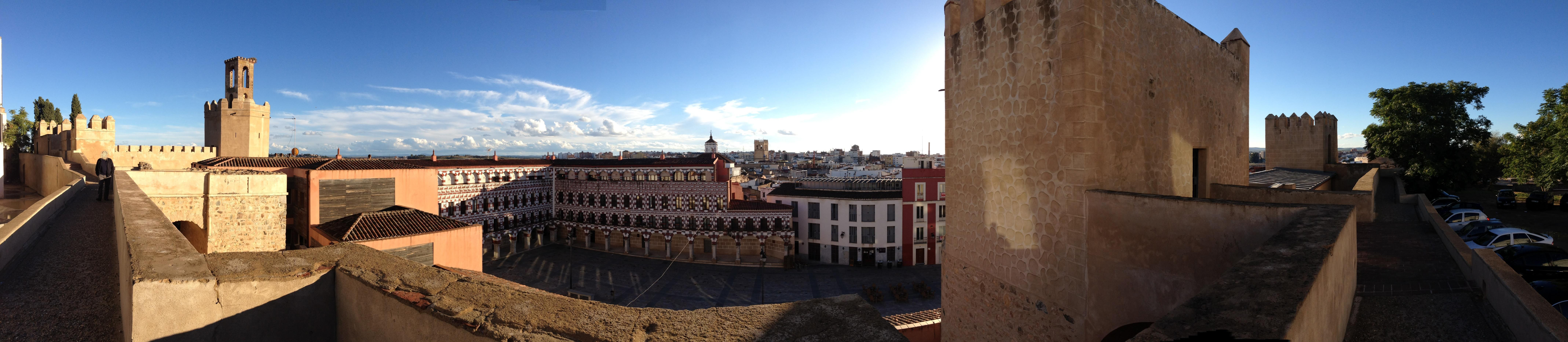
Imagen de la Plaza Alta y Badajoz desde la muralla de la Alcazaba. A la izquierda de la imagen se aprecia la torre de Espantaperros.

## Murallas de la alcazaba
Las murallas de la Alcazaba han llegado hasta nuestros días prácticamente con la misma conformación que tenían originalmente en el período almohade. La zona próxima a El Metido (que mira hacia el lado del Arroyo Rivillas) sufrió una reconstrucción en el siglo XIX debido al fuerte asedio sufrido a causa de la guerra.
Los lienzos de muralla

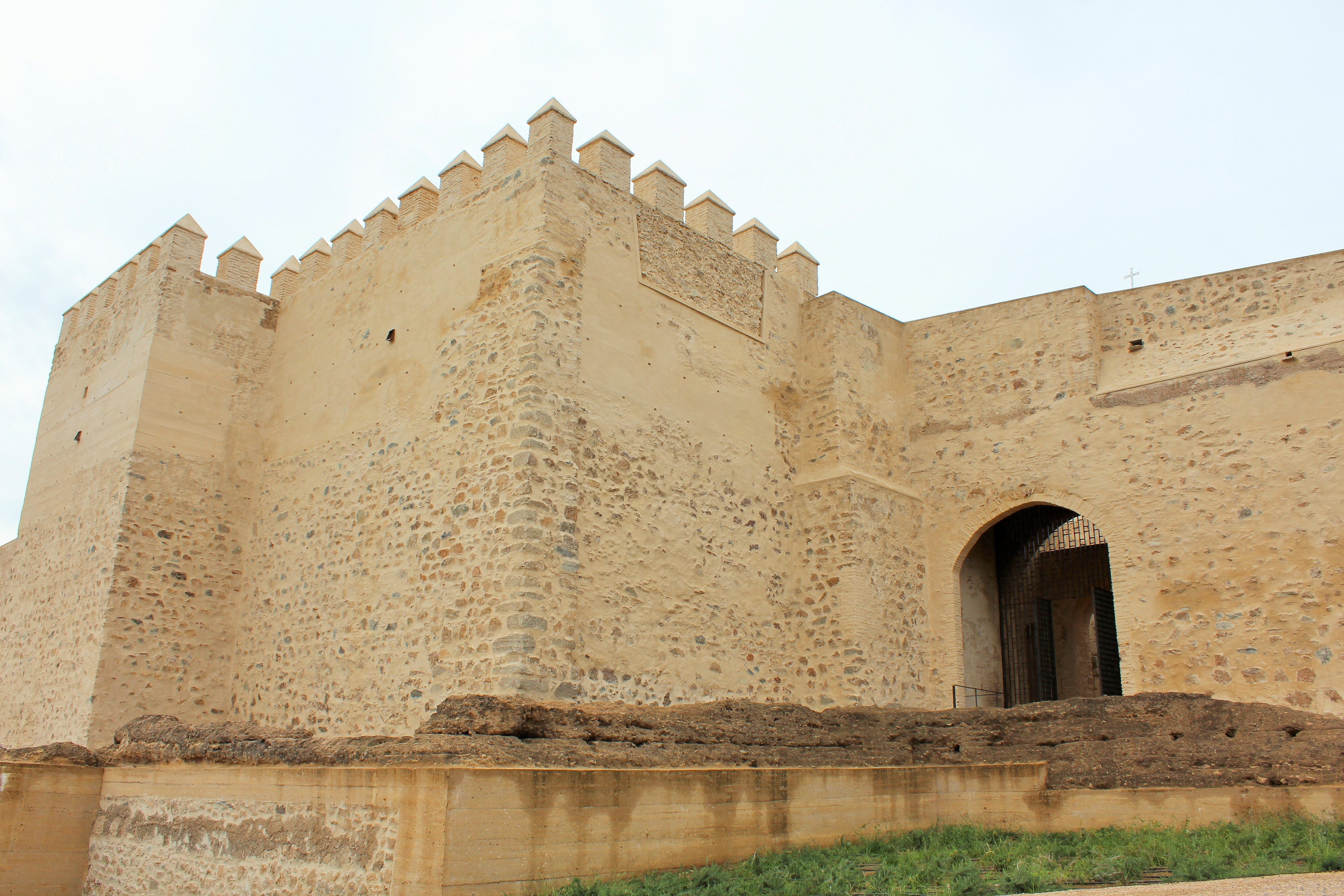
Puerta del Alpéndiz.

Gran parte de los mismos datan de época almohade, aunque algunos tramos son anteriores. Así mismo, dos zonas, la de la Brecha de las Aguas, y la muralla contigua a El Metido, son de época más reciente (siglos XVIII y XIX, respectivamente). Su construcción es mayoritariamente de mortero de cal, aunque también encontramos mampostería (sobre todo en la base de algunas torres) y ladrillo. Ya que la mayor parte de la Alcazaba fue construida o reformada por los Almohades, casi todos los muros presentan la característica decoración de encintado, tan característica de su arquitectura. Los almohades utilizaron, además, multitud de piezas de origen visigodo y romano, bien como refuerzo o bien como decoración. Restos del muro original del siglo IX, de barro, se han encontrado en varias zonas como en El Metido.
Como la Alcazaba ha sido siempre un enclave defensivo en una ciudad expuesta a guerras durante siglos, las murallas han sufrido diversas reparaciones y restauraciones a lo largo de su historia. Así podemos encontrar zonas con diferentes acabados superficiales, además del encintado mencionado anteriormente. Por último, merece la pena reseñar que todo el perímetro de la Alcazaba está sembrado de inscripciones y grabados, algunos de origen árabe (de sus constructores) y otros procedentes de las reparaciones llevadas a cabo en los siglos posteriores.
Adarve o paseo de ronda

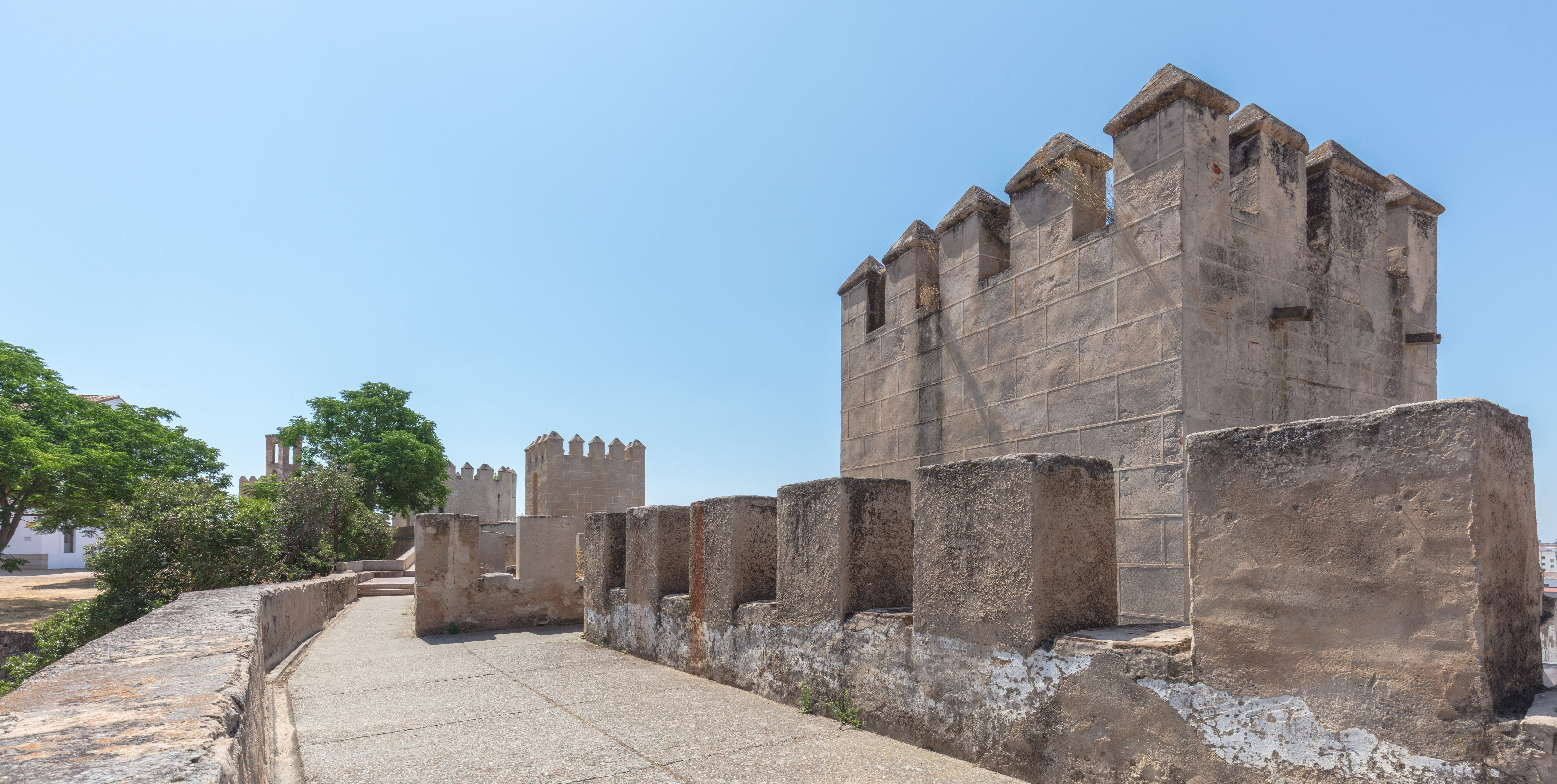
Vista del amurallado desde el paseo de Ronda.

Todo el recorrido de la muralla de la Alcazaba puede realizarse por su adarve o paseo de ronda. La excepción es trozo comprendido entre la Torre de Espantaperros y la Torre del Juego de la Condesa o del Alpéndiz. El paseo por el adarve de la Alcazaba proporciona unas estupendas vistas de Badajoz y sus alrededores.
Varios tramos del adarve cuentan con almenas, con merlones lisos o con albardillas (piezas piramidales). Muchos de los merlones datan de la época almohade, al igual que sus albardillas, especialmente en la zona próxima a la Torre de los Ahorcados. El adarve cuenta además con elaborados desagües a lo largo de su recorrido. Otros elementos históricos importantes los encontramos Junto a la Torre del Pendón: los restos de dos baterías de artillería instaladas en el s. XVII. En la primera podemos apreciar sobre el suelo del adarve las posiciones de las cañoneras marcadas con ladrillo. En la segunda, encontramos la plataforma para la artillería y almenas modificadas para permitir el uso de los cañones. Por último, con respecto al enlosado del adarve, se aprecian distintos tipos de acabados según las épocas, desde mortero de cal hasta losas de piedra.
En la zona inmediata a El Metido la muralla árabe fue destruida durante la Guerra de la Independencia Española. Los franceses, tras tomar la ciudad, reconstruyeron ese tramo, pero desplazado hacia fuera, y con un terraplén de tierra en lugar de adarve. Durante las obras de rehabilitación de la Alcazaba, al retirar la tierra del terraplén, se han encontrado los restos del muro árabe. El trazado original del mismo se ha dejado marcado en el suelo con grava.
Para permitir el tránsito por esa zona sin adarve se ha instalado una pasarela metálica. Desde esta pasarela podemos observar el interior del patio donde se encuentran las puertas de El Metido. La recuperación de esta zona arqueológica está pendiente.
Escaleras y puentes de acceso

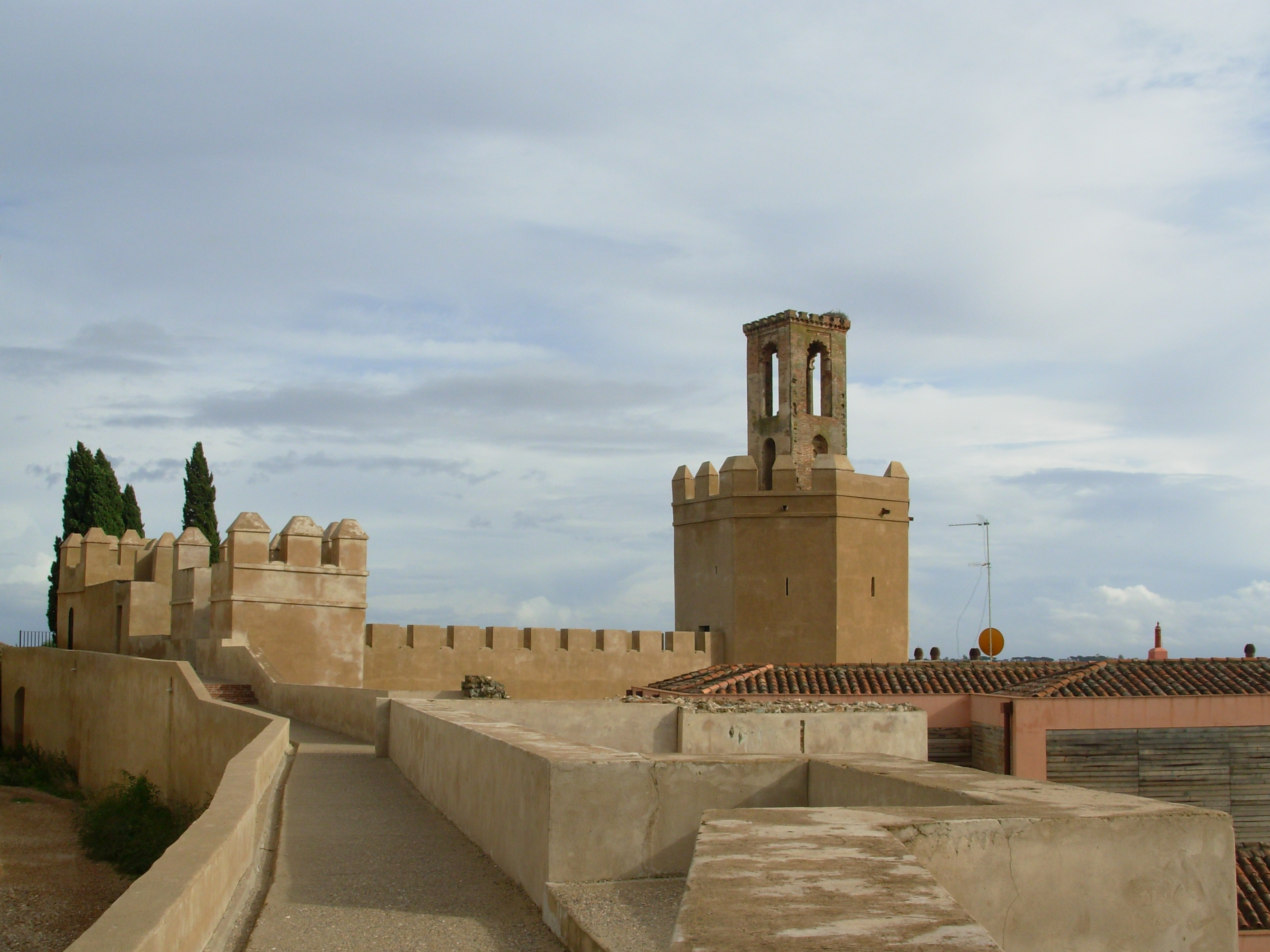
Adarve alcazaba. Al fondo, la Torre de Espantaperros.

En algunas zonas de la Alcazaba el adarve es accesible desde el interior, bien mediante rampas o mediante escalones. Sin embargo, en otras zonas debido al fuerte desnivel entre el adarve y el interior de la Alcazaba encontramos escaleras y puentes, de época almohade, excepto uno de ellos. En todos los casos, las escaleras constituían un acceso inmediato al adarve desde una puerta próxima.
La escalera para acceder al adarve situada junto a la Puerta de Carros es del siglo XVII y posee peldaños realizados con piedra reaprovechada del propio monumento. Durante las obras de rehabilitación de la Alcazaba se han recuperado dos escaleras más, ambas de época almohade. La primera de ellas está situada entre la Puerta de Carros y la Torre del Ahorcado. Construida en tapial y con más de 30 peldaños esta escalera permanecía semienterrada. Debido a su peligrosidad no es accesible. La otra escalera, más interesante y monumental, se encuentra junto a El Metido, zona que en un principio constituyó una de las puertas de la Alcazaba. Es una escalera doble, hecha de mampostería, que se apoya sobre cinco bellos arcos construidos con dovelas de ladrillo y granito. La rehabilitación de este estupendo ejemplo de arquitectura almohade está pendiente.
Entre la Puerta de la Coracha y la Brecha de las Aguas encontramos uno de los dos puentes que permiten acceder al adarve en esa zona, debido al desnivel existente. El segundo puente se encuentra unos metros más arriba, una vez pasada la Torre de la Siete Ventanas. Ambos puentes están sustentados por arcos de medio punto realizados en ladrillo, y ambos son obra almohade del siglo XII.
Barbacana o antemuro
La barbacana o antemuro es un muro defensivo que se situaba por delante de las murallas. En el caso de la Alcazaba la barbacana está relativamente bien conservada, ya que aún se conserva en casi todo el perímetro de la misma. El recorrido de la barbacana no era continuo como el del adarve, puesto que algunos elementos de la muralla interrumpían el paso, aunque las torres albarranas no suponían obstáculo. Lamentablemente, en algunos tramos la vegetación impide la visión de la misma, como es el caso del tramo entre la Puerta de Yelves y la Torre del Pendón. El tramo peor conservado es el que se encuentra entre El Metido y la Puerta del Alpéndiz, el cual ha sido recuperado solo parcialmente.
|                                                     |
| Portillo abierto al cerrase la Puerta del Alpendiz. |

|                                                       |
| Entronque del baluarte con la muralla de La Alcazaba. |

|                              |
| Excavaciones en la alcazaba. |

|                          |
| Murallas de la alcazaba. |

Restos de las corachas
Las corachas eran los muros protectores que, partiendo de la muralla, permitían acceder al agua del Río Guadiana de forma segura en caso de asedio o peligro. La Alcazaba de Badajoz contó con dos corachas almohades y una tercera, construida durante la Guerra de Restauración. Poco queda de ellas hoy en día, ya que fueron mutiladas y sus puertas derribadas, para la construcción de la carretera de circunvalación, utilizando sus restos como grava para la base del firme.
La coracha oriental almohade formaba un recinto en forma de embudo al cual se accedía mediante el postigo de la Torre de las Siete Ventanas, la cual sufrió modificaciones en siglos posteriores. Solo se conserva la parte inicial de la misma. La coracha occidental almohade (desaparecida) partía de la Torre del Pendón y discurría entre la Alcazaba y el río, paralela a ambos. La coracha occidental que se conserva en la actualidad es obra del siglo XVII realizada sobre una coracha anterior. Esta parte de una torre adosada contigua a la Puerta de la Coracha, la Torre de la Coracha. En la rehabilitación ha aparecido en la torre la puerta o portillo que permitía salir a la coracha y llegar a la torre que se situaría en la orilla del río. Así mismo se conservan los escalones que conducen a la puerta donde se pueden apreciar las huellas de los pies de los constructores.
Actualmente se pueden extraer nuevos datos a tenor de las intervenciones arqueológicas y de restauración del mismo.
"Brecha de las aguas"
Durante un temporal en el invierno de 1762-1763 unos 50 metros de muralla de la Alcazaba se derrumbaron como consecuencia de un corrimiento de tierras. Era el tramo comprendido entre la Torre de las Siete Ventanas y la Torre contigua a la Brecha de las Aguas. Tras la reparación del muro en 1763 éste tiene el aspecto de un muro de fusileros, con forma de tenaza o ángulo, para cubrir dos frentes diferentes y resistir mejor el empuje de la tierra acumulada detrás.

## Torres de la alcazaba

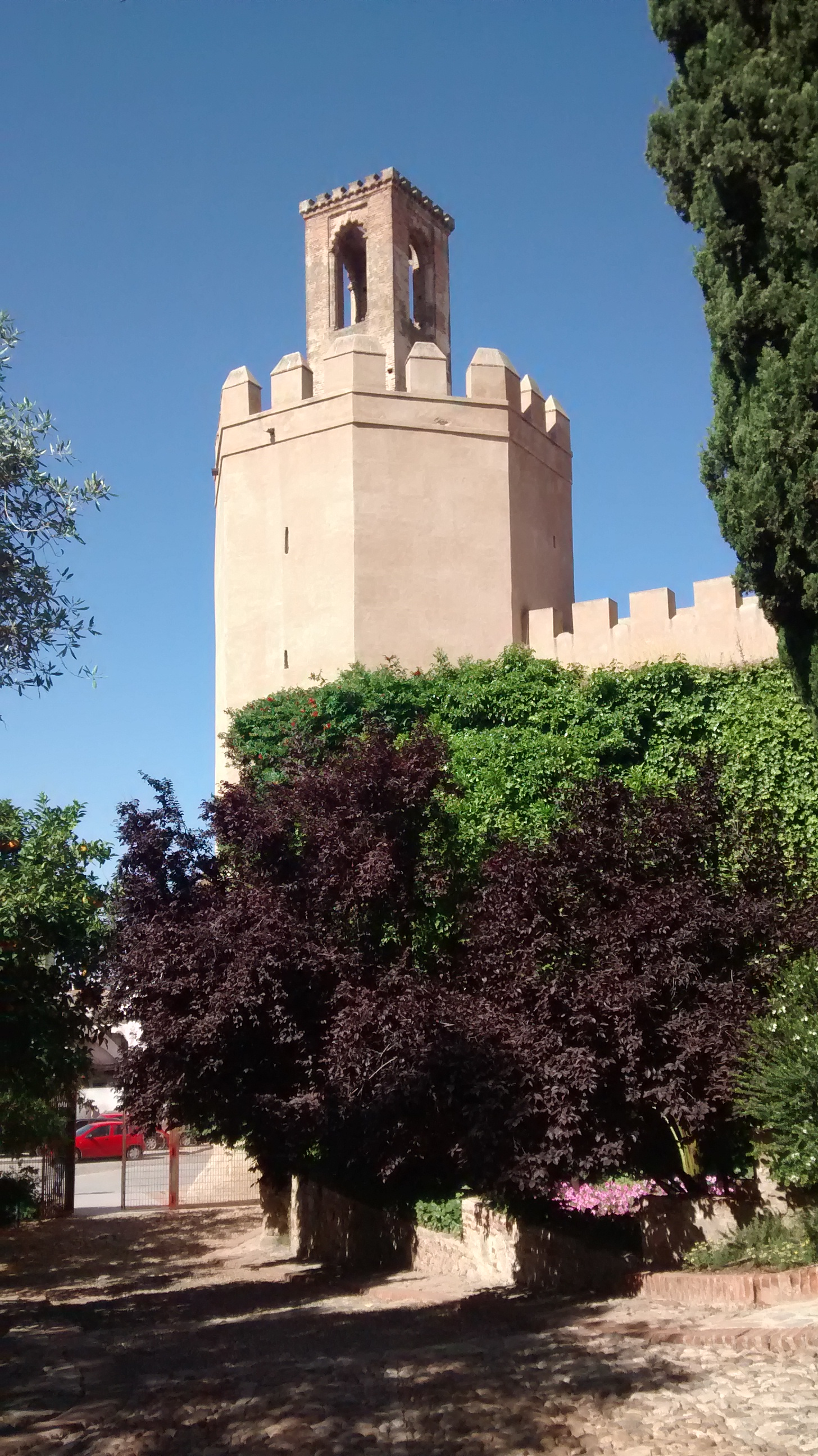
Torre de Espantaperros desde los jardines de la Galera.

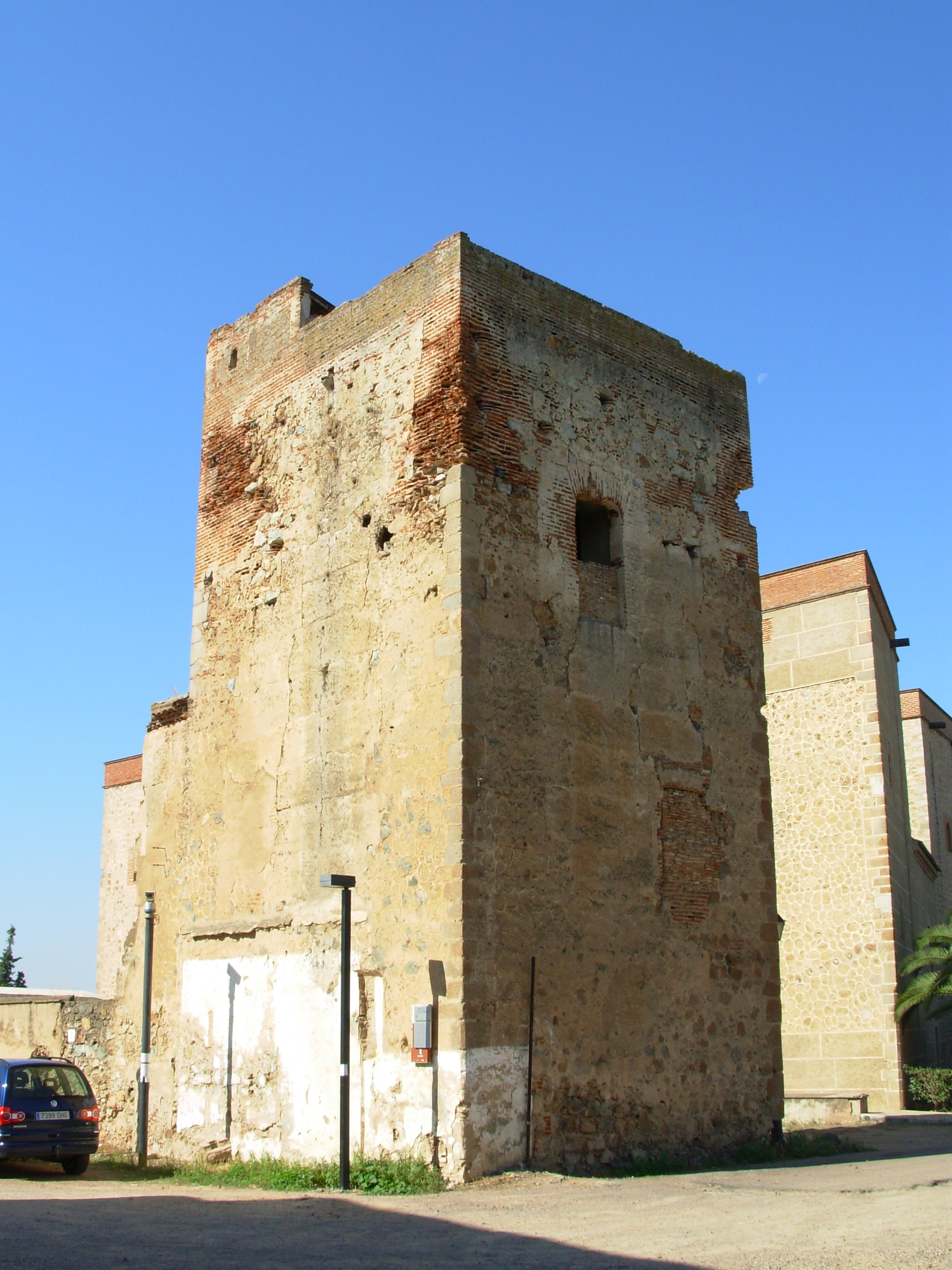
Torre de la Casa-Palacio de los Acevedo.

- Torre de Espantaperros o Torre de la Atalaya (siglo XII). Es la torre albarrana más importante de la Alcazaba, situada en el ángulo suroeste. Es una torre de planta octogonal y tres cuerpos, que data de época almohade (siglo XII). El cuerpo que se eleva en el centro de la terraza es un añadido mudéjar del siglo XVI. Esta torre es el precedente de la afamada Torre del Oro de Sevilla. Adosada a la torre de Espantaperros, se encuentra la construcción del siglo XVI denominada La Galera. Su primera función conocida fue la de depósito de grano, sufriendo en diversas etapas distintas restauraciones. Consiste en una gran nave dividida en tres partes por arquerías de cuatro columnas. La cubierta es a base de bóvedas de medio cañón rampantes, y algunos capiteles de las columnas presentan características romanas y visigodas al ser, posiblemente, reaprovechadas de otras construcciones. En 1946 fue dotado con un jardín exterior (Jardines de La Galera), proyectado por Jesús Cánovas Pesini. A lo largo de su existencia tuvo diversos usos, como por ejemplo Casa Consistorial, y en el período 1938-1989 como Museo Arqueológico Provincial.
- Torre Abarlongada. Entre la Torre de Espantaperros y la Puerta del Capitel se encuentra una torre albarrana de planta cuadrada y ángulos achaflanados, dando sensación de planta semicircular, en cuyos muros se encontraron incrustados capiteles, basas y columnas visigodas. Está realizada en mampostería de piedra y cal.
- Torre de la Puerta del Capitel (siglos IX-XII). Esta torre vigila el acceso en recodo de la Puerta del Capitel. De base maciza, la parte superior de la torre está hueca y contiene una dependencia accesible desde el adarve, además de una terraza almenada. En la base de esta torre se encuentran dos fustes de columnas presumiblemente visigodas reaprovechados como refuerzo de las esquinas. Su altura, y su posición entre la Plaza Alta y la Plaza de San José permite vigilar ambas plazas.
- Torre de la Horca o de los Ahorcados (siglos IX-XII). Esta torre, de planta cuadrada, consta de dos cuerpos, uno macizo adosado a la muralla y otro hueco, con aspilleras. A la sala de este segundo cuerpo se accede mediante una puerta que lo comunica con el adarve de la muralla. El techo de esta sala es abovedado con nervaduras de ladrillo. La Torre de los Ahorcados sirvió en el pasado como almacén de pólvora y, junto con la Torre de las Siete Ventanas, como sitio para ejecuciones.
- Torre del Pendón (siglos IX-XII). En la zona noroccidental, donde la muralla de la Alcazaba se une con la muralla abaluartada, próxima al río, se encuentra esta torre. El nombre de la torre probablemente proviene de la existencia de algún estandarte o pendón en lo alto de la misma. En este punto también arranca otra parte de la barbacana de la Alcazaba, dirigiéndose hacia la Puerta de la Coracha.
- Torre de las Siete Ventanas (siglos IX-XII). Torre adosada a la muralla, de planta cuadrada y maciza. El nombre de Torre de las Siete Ventanas proviene de una antigua leyenda (ver recuadro lateral). Uno de los usos que tuvo esta torre fue, junto con la Torre de los Ahorcados, el servir de lugar de ajusticiamiento. Esta torre era, a su vez, el punto de arranque de las antiguas corachas, derribadas impunemente durante la construcción de la Carretera de Circunvalación. Aún se conserva el portillo de salida, con bóveda de cañón, y cegado por acumulación de tierra en el interior de la Alcazaba. Muy próxima a la Torre de las Siete Ventanas se encuentra otra torre, adosada a la muralla, para aumentar la protección de las corachas, al otro lado de la Brecha de las Aguas.
- Torre de la Condesa o del Alpéndiz (siglo XI). Esta torre se encuentra formando parte de la Puerta del Alpéndiz. La Torre del Juego de la Condesa, Torre de la Condesa o Torre de la Puerta del Alpéndiz se encuentra sobre la Puerta del Alpéndiz, de origen almohade (siglo XI). La misión de esta torre probablemente fue la de proteger la entrada en recodo de dicha puerta. En un costado de esta torre arrancan las murallas del Sistema Abaluartado del siglo XVII. La torre consta de dos partes, una con terraza, y la otra con un hueco o patio en el interior que permite vigilar el paso a través de la puerta. Probablemente la torre tuvo un cuerpo superior, ya desaparecido, que aparece en grabados de los siglos XVII-XVIII. El Alpéndiz, que da nombre a la puerta y a la torre es el muro que pariendo de éstas protegía el flanco norte del Arrabal Oriental que se asentaba en esta ladera del cerro. Hasta la torre puede llegarse o bien desde el adarve de la muralla de la Alcazaba, o bien dando un paseo desde el Parque de La Legión. Mientras que no se lleve a cabo del Plan Integral de Rehabilitación de la Alcazaba, esta zona se encuentra muy degradada, y siendo objeto permanente de vandalismo, arrojo de basuras, etc.
- Torre de las Doncellas.
- Otras torres albarranas (siglos XI en adelante). La Alcazaba incluye además otras torres albarranas de menor importancia. Todo el perímetro de la Alcazaba está salpicado de torres. Aparte de las torres descritas anteriormente en este apartado (Espantaperros, Abarlongada, etc.) hay muchas otras torres en la muralla de la Alcazaba. Como por ejemplo las torres que miran hacia la calle Suárez de Figueroa, la Plaza de San José, la Plaza Alta, o la Carretera de Circunvalación (Ver mapa al principio de esta página). Algunas de estas torres son torres albarranas (torres exentas comunicadas con el adarve de la muralla por un puente), y otras están adosadas a los lienzos. Así mismo, también se conservan restos de la base de torres ya desaparecidas.
- Torre de la Vieja (siglos IX-XII). La Torre de la Vieja (Vieja=vieja ciudad) era una torre albarrana, hueca en su interior, con una pequeña puerta de acceso a una escalera que permitía entrar en la Alcazaba a través de una puerta situada en la barbacana de la muralla. Esta puerta, aunque es aún visible, se encuentra cegada. La base de la torre tiene incrustadas varias pilastras decoradas de origen visigodo, reaprovechadas en su construcción: una forma el dintel de la puerta, y las otras dos están en la esquina derecha de la torre. En la construcción del Sistema Abaluartado del siglo XVII, esta torre fue desmochada, para la construcción del Semibaluarte de San Antonio. El espacio comprendido entre la barbacana y la caída del cerro fue rellenado de tierra para dar consistencia al muro abaluartado, ocultando así una de las partes más antiguas de las murallas árabes. Este Semibaluarte se asienta por tanto sobre la parte de la muralla árabe que no se puede recorrer ni por la barbacana ni por el adarve.
- Torre de la Casa-Palacio de los Acevedos (también conocida como del Palacio Episcopal o del Obispado). Se trata de una torre de mampostería de piedra y sillería, de planta cuadrangular. En uno de los lados tiene una ventana bilobulada. Es el único resto del primer Palacio Episcopal de la ciudad, levantado junto a la Catedral de Santa María. La torre sufrió diversas restauraciones hasta quedar arruinada en la Guerra de Restauración portuguesa en el siglo XVII.

|                                                                 |
| Torre Abarlongada desde el adarve de la muralla de la alcazaba. |

|                         |
| Torre de los Ahorcados. |

|                       |
| Torre de Santa María. |

|                  |
| Torre Albarrana. |

## El interior de la alcazaba

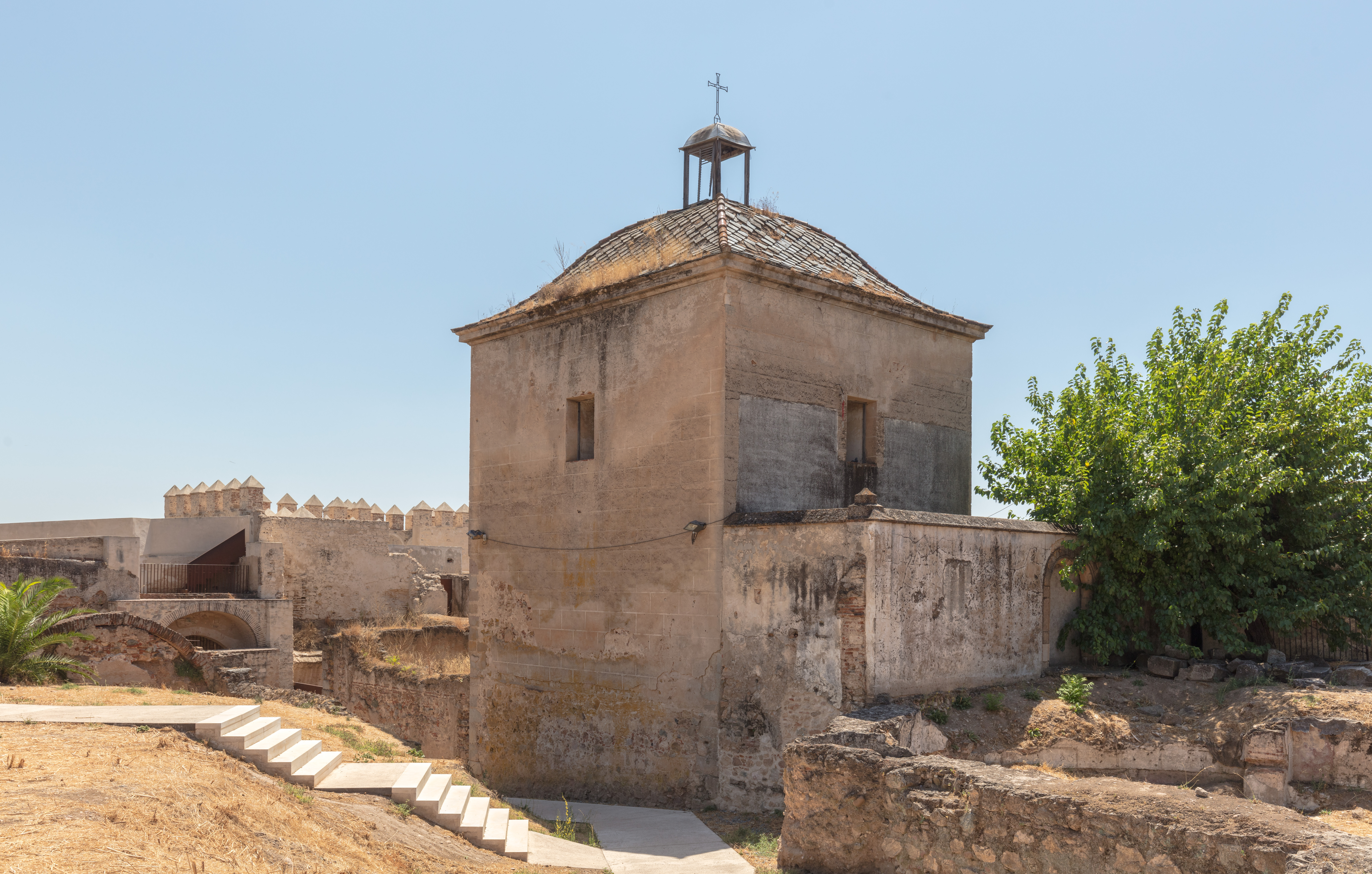
Antiguo Pabellón de Autopsias.

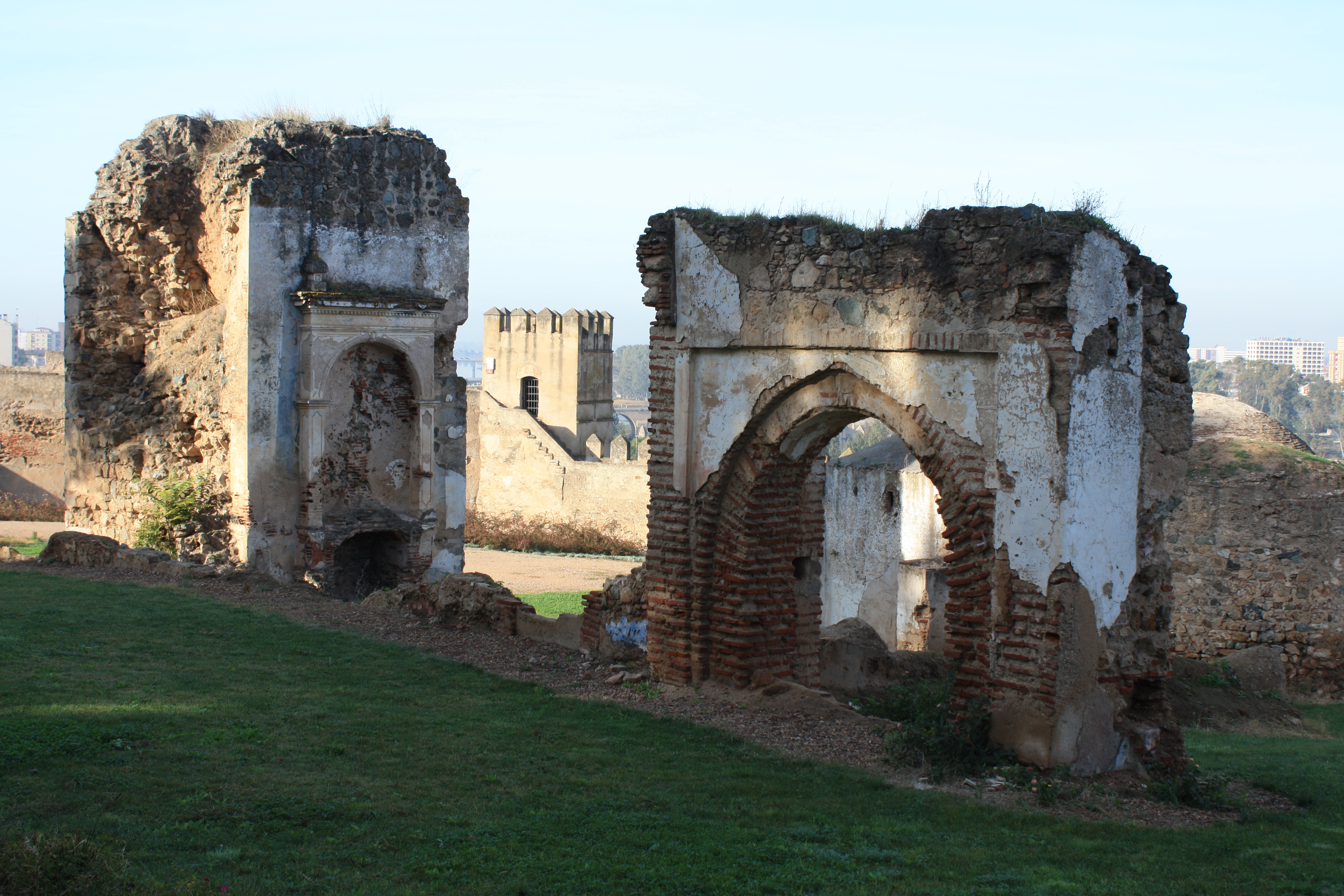
Ruinas arqueológicas.

La cerca de la alcazaba tiene forma ovalada y unas dimensiones aproximadas de 400 metros de norte a sur, y 200 metros de este a oeste. Los muros exteriores son el norte y el este, mientras el sur y el oeste daban a la ciudad, también amurallada. Los materiales de construcción empleados fueron la mampostería, los cajones de tapia de argamasa dura, el ladrillo, sobre todo los de bóvedas y los arcos interiores, y la sillería en los paramentos de puertas y en distintos sistemas de refuerzo. La parte superior de la muralla y las torres se comunican por un paseo de ronda o adarve que se accede por escaleras interiores.
En las zonas del Cerro de la Muela con menor pendiente las murallas cuentan con torres para aumentar la protección en flancos débiles o estratégicos. La mayoría de ellas son exentas de tipo torre albarrana. Todo el perímetro de la Alcazaba cuenta con un adarve para comunicar todas las torres con el resto del recinto, mediante escaleras. Además de una barbacana, un muro de menor altura el cual forma un foso entre las dos murallas. En el flanco próximo al río Guadiana se encuentra (parcialmente) la coracha. La coracha era un muro que arrancaba de la muralla y que conducía hasta una torre albarrana junto al río. Esta estructura permitía el aprovisionamiento de agua sin peligro. Junto a ésta aún se puede contemplar la Puerta de la Coracha.

### Antiguo Alcázar y Mezquitas
Ibn Marwan fundó varias mezquitas. La mezquita más importante, llamada Mezquita Mayor, tenía cinco naves separadas por arcos apoyados en columnas, y contrafuertes exteriores. Para su construcción se reaprovecharon elementos romanos y visigodos, como columnas y capiteles (como en cualquier medina musulmana). Fue transformada en templo cristiano tras la Reconquista, convirtiéndose en la Iglesia de Santa María de Calatrava, antigua catedral de la ciudad hasta la construcción de la actual. El Palacio o Alcázar de los Aftásidas se encontraba también en la zona protegida por las torres defensivas que se levantó en la zona próxima a la Mezquita Mayor. Sobre el mismo lugar en que se levantaban ambas construcciones se edificó el antiguo Hospital Militar, hoy reconvertido en Biblioteca de Extremadura y Facultad de Biblioteconomía y Documentación de la Universidad de Extremadura.
El interior del Antiguo Hospital Militar (hoy Biblioteca de Extremadura) conserva los restos del Palacio de Ibn Marwan que se asentó en este lugar hasta la conquista cristiana en el siglo XIII. En el salón de actos de la Biblioteca pueden contemplarse los restos de los que fue el salón de recepción del Palacio de Ibn Marwan. Encontramos un pavimento de guijarros, enlucido de cal y pintado de rojo. Aún se conservan restos de ese color en el extremo cercano a la puerta del edificio. El límite del salón es una franja pavimentada con losas de granito, donde se ven aún tres dados, también de granito, con briznas de pintura roja. Eran la base de sendos pilares (dos de ellos se hallan en el Museo Arqueológico de Badajoz), que formaban dos grandes vanos adintelados orientados a oriente. Este salón se adornada con un largo zócalo blanco, pintado en rojo con motivos geométricos. En el frente del escalón se nota todavía, también en la parte conservada bajo el suelo, una ornamentación pintada en color rojo y blanco. El salón y su jardín anexo se levantaron en el siglo IX y se restauraron en el XI.
Actualmente solo se conserva la torre de la iglesia De Santa María de Calatrava (que con anterioridad fue minarete), restos del Mihrab y otros elementos de la mezquita (que se encuentran en el interior de la facultad), varias columnas visigodas que fueron parte de una iglesia medieval y unos baños árabes que han sido hallados en recientes actividades arqueológicas.
Por otra parte, se tiene constancia que donde se emplaza la actual Iglesia de San Agustín (en el exterior de la alcazaba), encontramos el lugar donde se asentó la Mezquita de la ciudad (extramuros), cuando la ciudad fue creciendo.

### Antigua Catedral de Santa María y su Torre

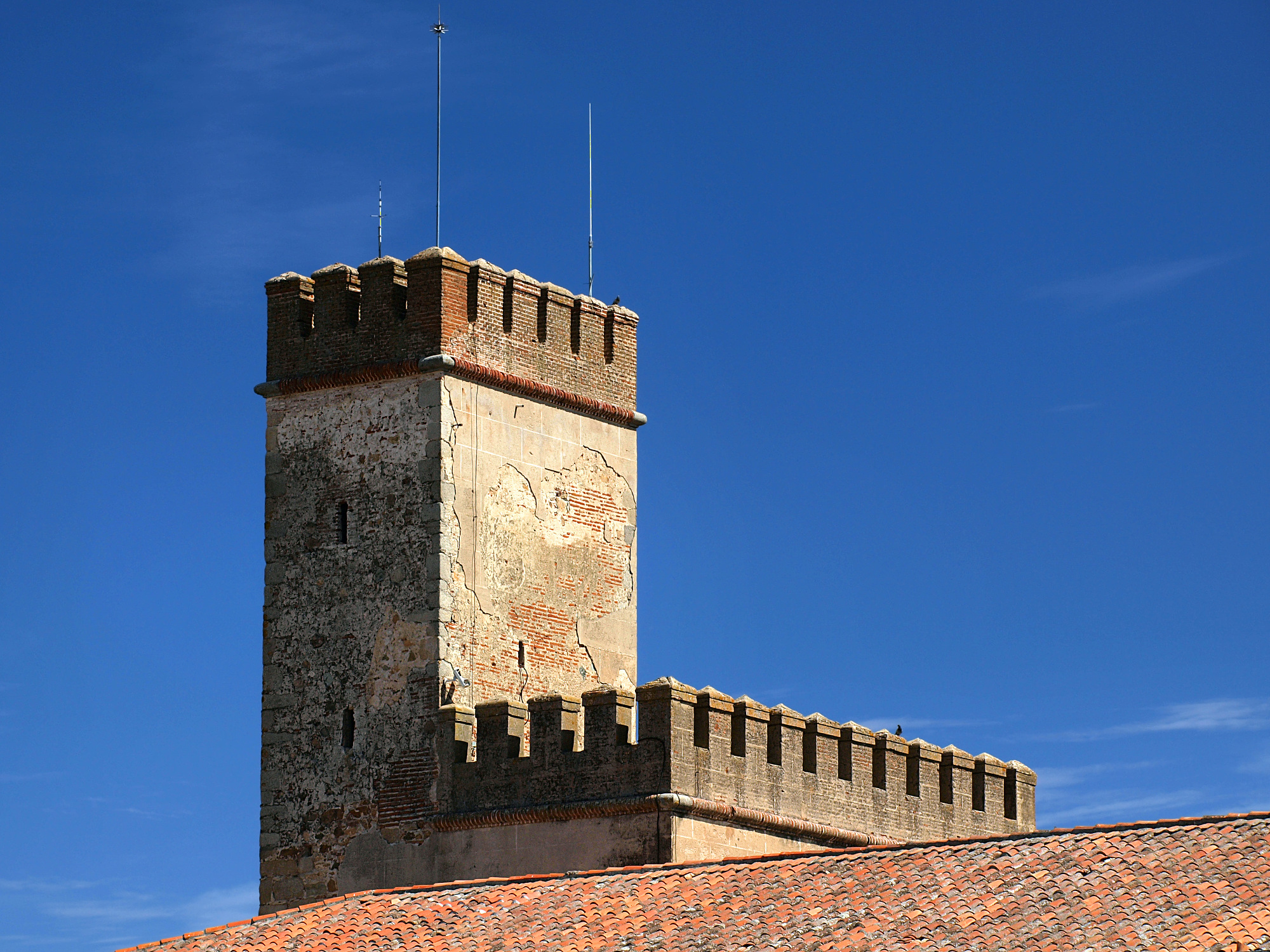
Torre de la Catedral de Santa María

Catedral de Ntra. Sra. del Obispal o Santa María del Castillo. Junto con algunos restos arqueológicos es lo que nos queda de la primitiva Catedral de Badajoz (Mezquita-Catedral), erigida sobre una antigua mezquita árabe tras la conquista cristiana de 1230. En realidad son dos torres adosadas construidas en mampostería de piedra, luciendo una de ellas un relieve de mármol de la Virgen con el niño y debajo el escudo de D. Gómez Suárez de Figueroa, quien costeó su realización y se enterró en la iglesia. La torre de menor altura fue levantada por el obispo D. Juan de Morales, obispo de Badajoz entre 1418 y 1443. Pasa por ser el punto más alto de la ciudad.

### Palacio de los Condes de la Roca o de los Duques de Feria

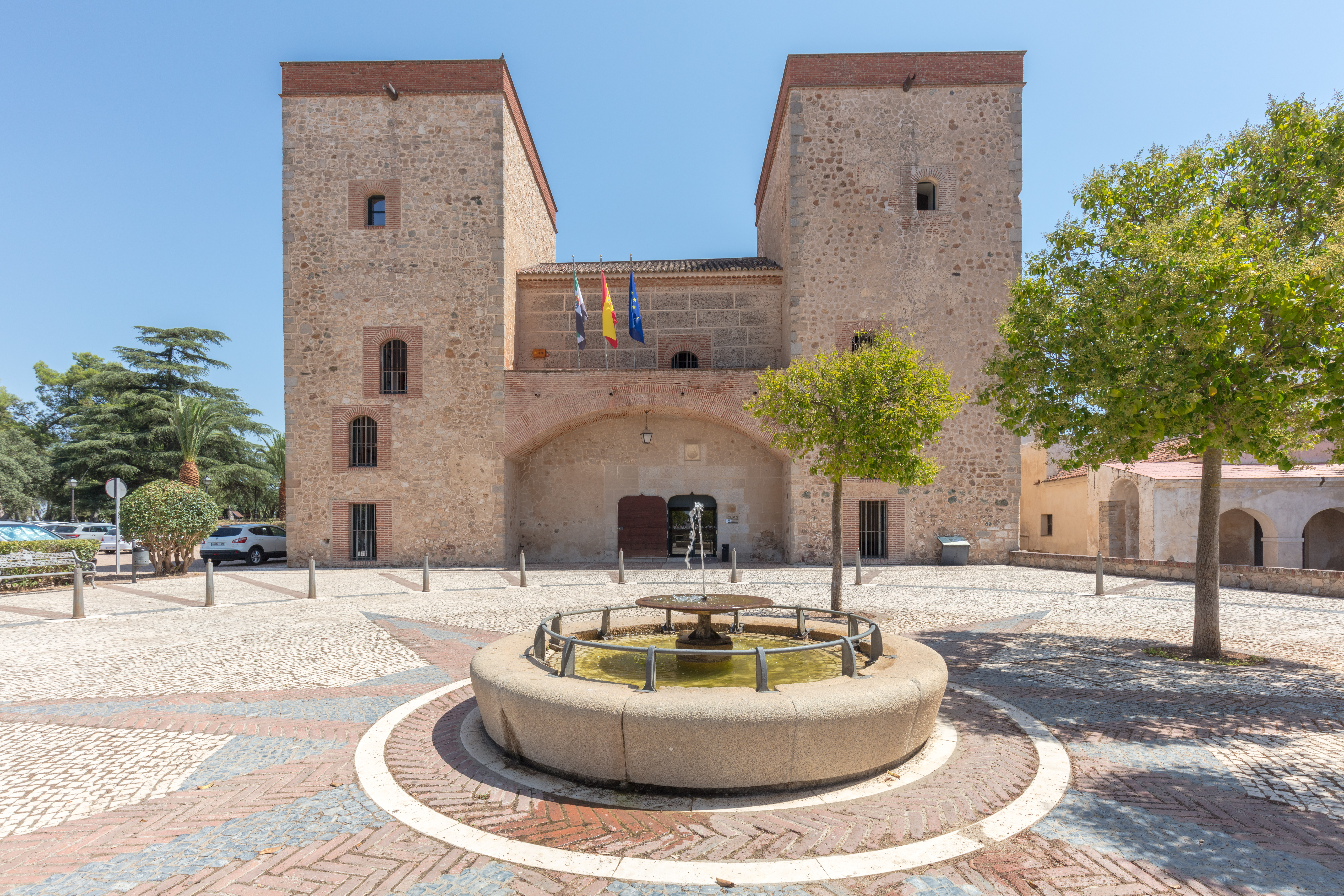
Palacio de los Duques de Feria, sede del actual Museo Arqueológico Provincial de Badajoz.

Este palacio, también llamado Palacio de los Duques de Feria, fue construido por orden del Gran Maestre de la Orden de Santiago, Lorenzo Suárez de Figueroa (1387-1410). La última reforma se cree data del año 1631. Pertenece al estilo renacentista con claros elementos mudéjares, todo ello bastante tardío. Utiliza ventanas con alfiz enmarcado por arcos de herradura. En su interior encontramos un patio porticado con tres arcos de medio punto y pilastras poligonales, todo ello construido en ladrillo, que recuerda al Monasterio de Tentudía. La planta es trapezoidal y en su fachada principal, orientada al sureste, se desarrolla un gran arco rebajado de doble rosca. En el primer cuerpo se encuentra un balcón corrido con puerta al lado izquierdo. A los lados de la fachada se encuentran dos torres de planta cuadrada, utilizando como material la piedra, y sillares en las esquinas. Como algo característico, el Palacio presenta al exterior una decoración a base de esgrafiados. De los tres que existían antiguamente, solo se conserva uno en la ventana del primer piso de la parte izquierda de la torre. Este esgrafiado representa a un dragón tragándose a un hombre del que solo se ve parte del cuerpo y las piernas.
En el siglo XVIII formó parte del cuartel de San José y, tras la Guerra de la Independencia Española, el edificio quedó en estado ruinoso. Tras una profunda restauración (1972-1989), acoge actualmente el Museo Arqueológico Provincial (Badajoz), que se encontraba anteriormente en el edificio de la Galera, adosado a la Torre de Espantaperros. El Palacio de los Duques de la Roca fue declarado Monumento Histórico-Artístico por decreto el 1 de marzo de 1962.

### Restos de interiores
Antigua Iglesia de la Consolación
La antigua Iglesia de la Consolación contaba con hospedería. De momento, se desconoce la fecha exacta de su construcción, pero se cree que se levantó sobre otra construcción previa. La torre no se conserva. La entrada al recinto se hacía por un arco ojival de ladrillo, y el acceso a la iglesia se realizaba mediante un arco de ladrillo, de estilo mudéjar, rematado con alfiz. Esta puerta se encuentra actualmente tapiada. La iglesia cuenta además con ventanas, también de estilo mudéjar, en ladrillo y con alfiz.
En el interior se aprecian numerosas pinturas y ornamentaciones, en lamentable estado. Durante el siglo XIX se utilizó como cementerio, estando enterrada en ella personajes de la ciudad como el capitán general Arco Agüero. En el transcurso de los años, el vandalismo y el abandono han provocado que todas las tumbas hayan sido profanadas y estén casi destruidas.
Antigua Ermita del Rosario
Esta ermita es originaria del siglo XV. Durante la Guerra de la Independencia Española (1808-1814) fue utilizada como polvorín, y quedó semidestruida. Solo se conserva parte de la nave, el ábside, algunas salas y un pozo. Se sabe que estaba englobada en un recinto con hospedería y casa para el ermitaño.
Torreón contiguo a la Ermita del Rosario
Situado junto a la antigua Ermita del Rosario y la Iglesia de la Consolación, encontramos este torreón o mausoleo. De momento se desconoce la fecha de construcción y su función. En uno de los laterales aparece una especie de altar, mientras que en otro de los laterales se aprecian restos de pinturas u ornamentaciones.
Antigua Casa y Torreón de Zapata
En el lado derecho de la carretera que se adentra en la Alcazaba, antes de llegar al Palacio de los Duques de La Roca encontramos unos restos que parecen ser los de la antigua Casa de Zapata y su torreón, a juzgar por el plano de José de Gabriel y Estenoz, de 1803.
Antigua Iglesia de Santa María de Calatrava o de los Freires
La Iglesia de Santa María de Calatrava o de Los Freires fue levantada tras la conquista cristiana de la ciudad. Por los textos que han llegado hasta hoy se sabe que constaba de tres naves, con arcos de ladrillo sobre pilastras de mármol, con tres portadas y tres altares. El altar mayor contaba con la imagen de Ntra. Sra. de Calatrava. En el lado derecho de la entrada se encontraba la torre. En la cabecera (cerca del Antiguo Pabellón de Autopsias) se aprecia el ábside central, donde se situaba el altar. Debido al estado de abandono y ruina, en la actualidad solo encontramos restos de las paredes y de las entradas, los peldaños de acceso, algunas de las columnas, y otros elementos como una pila bautismal, etc. Los matorrales, hierbas, escombros y basuras ocultan estos.
Antiguo Cuartel de Infantería y Antigua Ermita de San Pedro
En el lado izquierdo de la carretera que se adentra en la Alcazaba, encontramos unos restos que pudieran ser los del antiguo Cuartel de Infantería contiguo a la Ermita de San Pedro, según el plano de José de Gabriel y Estenoz, de 1803. Parte de los restos desaparecieron al construir la calzada.
Según este plano, la Ermita de San Pedro y el Cuartel de Infantería se encontrarían apartados de la muralla, y entre la torre albarrana y la segunda torre adosada contando desde la Puerta de Yelves. No parece que los restos que encontramos más arriba en la misma carretera sean los restos de la Ermita de San Pedro, puesto que según el mapa esta casa estaba a la altura de la segunda torre adosada contando desde la Puerta de Yelves, y muy próxima al adarve de la muralla.
Torre de la Casa-Palacio de los Acevedos
La Torre de la Casa-Palacio de los Acevedos (siglos XIVX-XVII), conocida erróneamente como Torre del antiguo Palacio Episcopal o del Obispo, sin embargo, la ubicación exacta del "Almacén del Rey" (antiguo Palacio Episcopal) se desconoce, aunque actualmente se cree que se encontraba próxima a la actual Facultad de Biblioteconomía.
Cuerpo de Guardia o "El Polvorín"
Junto al Arqueológico Provincial, este edificio rehabilitado desempeña funciones de almacén para dicho museo.

### Antiguo Hospital Militar

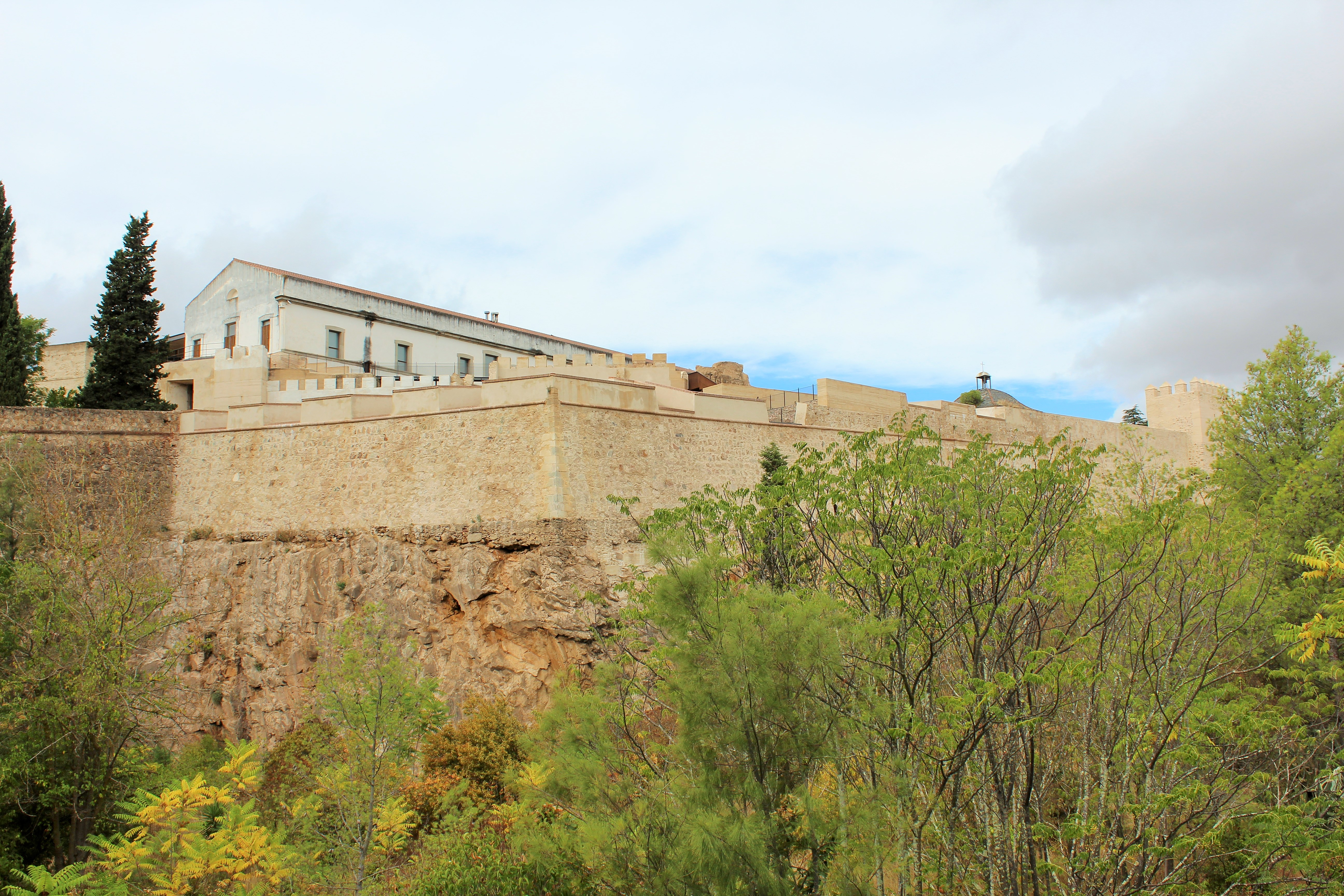
Vista del Hospital Militar.

El antiguo Hospital Militar fue construido a mediados del siglo XIX, sobre lo que fuera el Hospital del Rey, la Torre de Santa María (asentada a su vez sobre la mezquita del Palacio de Ibn Marwan), y otras construcciones posteriores. Hasta 1991 mantuvo funciones militares, quedando en desuso posteriormente.
El edificio tiene forma de cuadrado, con un gran patio central, y posee además dos prolongaciones hacia el lado suroeste. El estilo es muy austero y sobrio. Todas las salas y galerías cuentan con bóvedas. Cuenta con una capilla en el patio trasero, y una torre de evacuación de aguas residuales (en la parte de la muralla de los Jardines de La Galera) que conecta con la acometida madre vieja que sale en dirección a la ladera de la Alcazaba.
Rehabilitado como Biblioteca de Extremadura y Facultad de Biblioteconomía y Documentación.
Torreón de Calatrava / Antiguo Pabellón de Autopsias
A mediados del siglo XIX, junto con el Hospital Militar, se construyó este pabellón sobre un torreón época anterior (Torreón de Calatrava). Esta torre-pabellón ha estado abandonada desde 1991. Es una construcción de varias plantas, con tejado de cuatro aguas con placas de pizarra y un pequeño campanario. La base del pabellón está comunicada con el complejo de subterráneos contiguos a la Puerta del Alpéndiz. En la parte inferior del pabellón se encuentra un aljibe subterráneo, cuyo brocal de acceso está junto a la entrada. Todo el conjunto se encuentra en lamentables condiciones.

### Complejo de túneles subterráneos
Cuando se llevó a cabo la construcción del Semibaluarte de San Antonio, como parte del sistema abaluartado de murallas, y se clausuró la Puerta del Alpéndiz, se construyeron una serie de túneles y salas subterráneas en esa zona (siglo XVII). Estos tuvieron como funciones el alojamiento de tropas y el almacenamiento de materiales de guerra.
Antiguos depósitos de agua
Este depósito fue construido a finales del siglo XIX. Su planta es rectangular, y el interior se halla dividido en dos depósitos de igual tamaño comunicados entre sí por un muro con pasillo superior central que recorre toda su anchura. Las columnas son distintas en uno y otro depósito. En el de la izquierda son de granito, y en el de la derecha, de ladrillo. Al final del pasillo superior se encuentran las arquetas de entrada del agua que contienen sendas boyas de zinc. Veinticinco peldaños separan la parte superior de la parte baja del depósito, que permitían calcular el volumen de agua almacenada. Bajo la caseta de entrada se encuentra la sala de distribución y salida del agua, de cada depósito salían dos tubos de hierro distintos que se unían en dicha sala a un tubo que salía por un túnel de cincuenta metros de longitud que termina en la Puerta del Capitel, cuando el depósito rebosaba, el agua salía por los aliviaderos a la sala de distribución y de aquí al túnel, vertiendo el agua por el acceso a la Puerta del Capitel, hacia la Plaza de San José.
El depósito estuvo en uso hasta el año 2004. Está previsto que este gran espacio diáfano se utilice como ampliación del Museo Arqueológico Provincial.

## Puertas de la Alcazaba

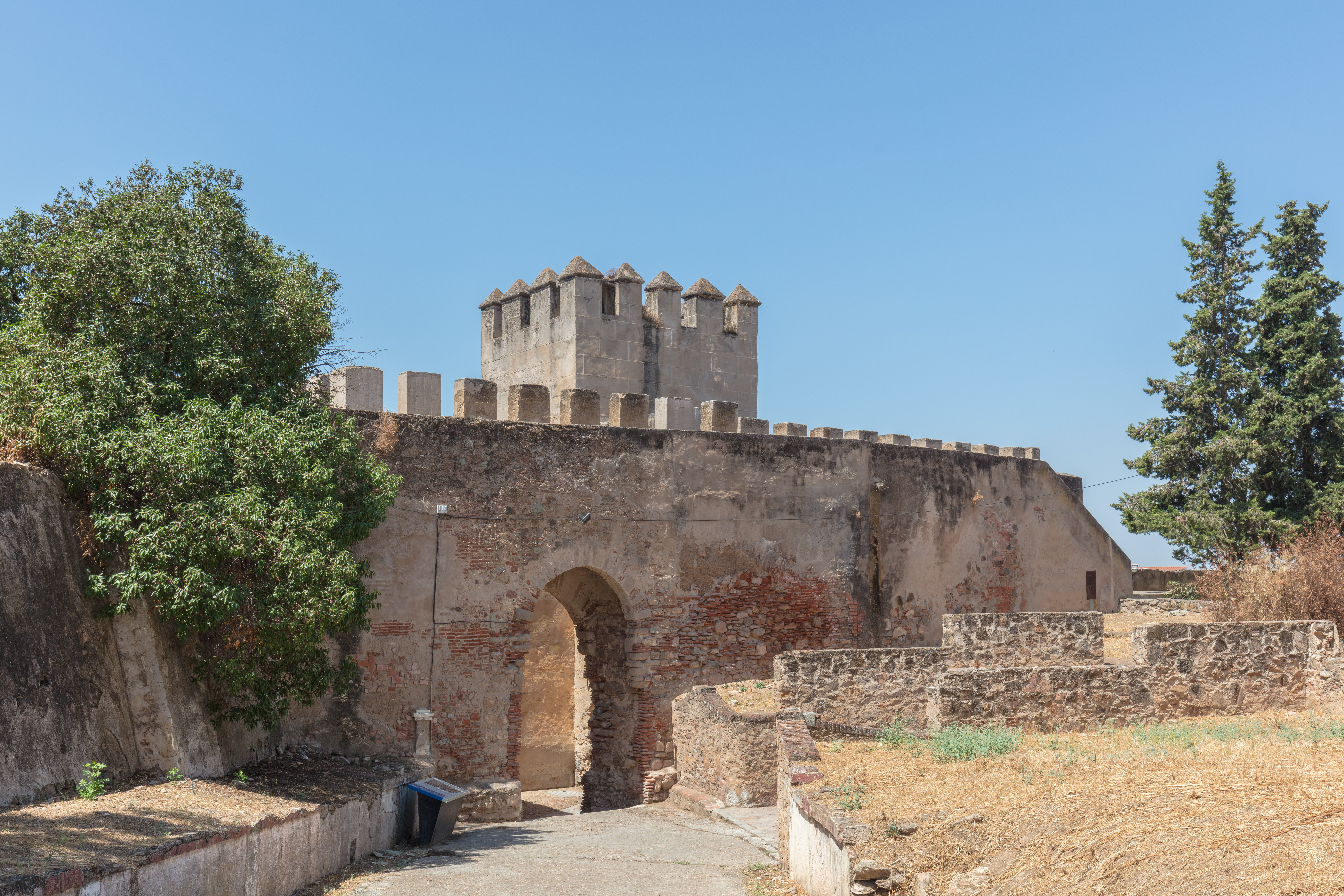
Puerta del Capitel.

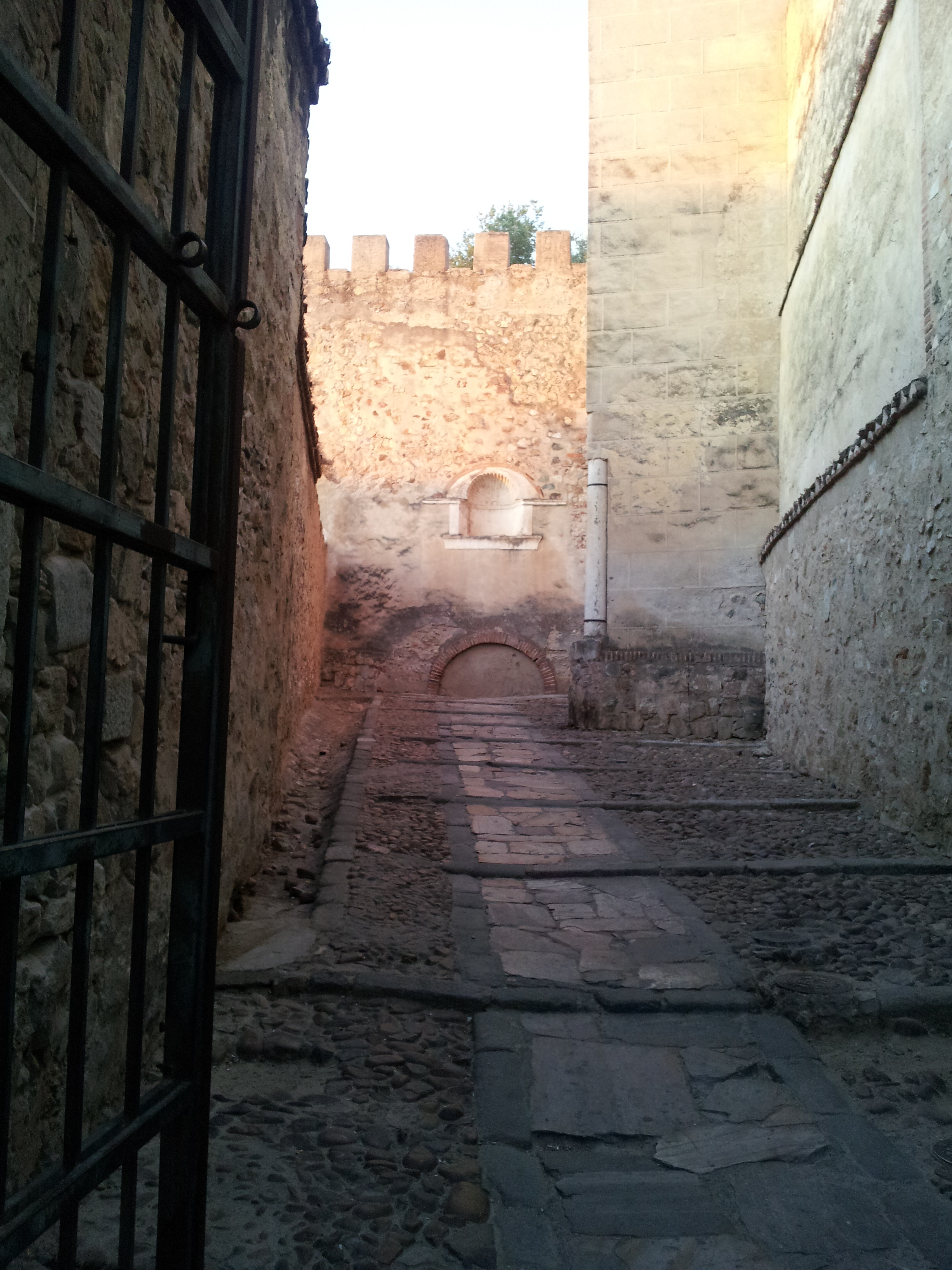
Entrada principal al recinto.

- Puerta del Capitel y su portada de acceso (siglo XII). Junto con la Puerta del Alpéndiz es una de las dos puertas de época almohade que se conservan íntegramente. Antes del acceso a la Puerta del Capitel se encuentra una puerta, del siglo XVI. Esta puerta está en recodo, como medida defensiva. Su acceso podía ser vigilado desde el adarve de la muralla y desde la torre situada junto a ella. Se encuentra en la Plaza de San José, cerca de su comunicación con la Plaza Alta a través del Arco del Peso. Tiene un capitel romano incrustado sobre un arco de herradura apuntado, hecho a base de sillares de granito. En la zona exterior del arco se observa un alfiz conseguido mediante rebaje del muro. El arco da paso a una zona con bóveda de cañón y un patio abierto, previos a la entrada a la Alcazaba, que posee dovelas de granito y ladrillo.
- Puerta de Yelves (siglos XI-XII, restaurada en siglo XX). Debe su denominación al antiguo nombre de la ciudad portuguesa de Elvas, hacia la que se orienta. Se encuentra frente al Convento de las Adoratrices en la Plaza de San José, en la parte occidental de la Alcazaba. Fue restaurada recientemente y parece que se construyó sobre una puerta anterior al período almohade. Junto a ella se conservan restos de una muralla que probablemente perteneció a la entrada en recodo, que fue destruida en el asedio que sufrió la ciudad de Badajoz durante la Guerra de la Independencia Española. Tras la reconstrucción posterior, el muro posee el ángulo cambiado hacia el exterior, en lugar de hacia el interior.

En su entrada en recodo presenta una puerta interior, de época aftasí.
- Puerta de la Coraxa o de la Traición. Es una puerta de la época aftasí, de acceso directo, próxima al río Guadiana, construida con sillares. Consta de un arco escarzano enmarcado en otro arco, ciego, de herradura apuntado con dovelas de ladrillo y piedra. Al igual que la Puerta del Capitel posee un alfiz decorativo excavado en el muro. Está situada en el sector noroeste de la alcazaba. Tradicionalmente se la conoce por ser la puerta donde el rey portugués Alfonso Enríquez intentó huir del rey Fernando II de León en 1169, tras intentar capturar la ciudad, que estaba en manos de regentes musulmanes, feudatarios del rey leonés. En la parte superior de la Puerta de la Coraxa se abre un postigo, por debajo del adarve de la muralla, posiblemente accesible en otro momento.
- Puerta del Alpéndiz. Esta puerta, situada en el lado norte de la Alcazaba, es muy parecida a la Puerta del Capitel, pero de menores proporciones. Su acceso es en recodo, al igual que las otras puertas almohades. Da acceso actualmente al bosque y las laderas del Cerro de la Muela que miran hacia en barrio de San Roque y al Parque de la Legión. En este sector de la alcazaba, existió un arrabal de grandes dimensiones, que se creó durante la época Aftasí y estaría habitado por campesinos, soldados, comerciantes y artesanos, muchos venían a Badajoz para huir de los peligros provocados por el derrumbamiento del Califato, estos nuevos residentes, reanimaron la vida económica y artística de Badajoz, tanto es así que esta ciudad, en la época de la dinastía Aftásida, se convierte en una de las más importantes y poderosas de la España musulmana, y es en esta época, en que aparece un importante mercado que llega a tener relaciones con el Mediterráneo oriental. La Puerta del Alpéndiz permitía la salida hacia el Camino de Mérida, y hacia el Arrabal Oriental, y posteriormente al antiguo barrio de San Salvador. Cuando se construyó el Sistema Abaluartado, la puerta quedó clausurada tras las murallas. Para permitir el acceso a esta zona de la alcazaba desde el exterior se abrió el portillo anexo a la Puerta del Alpéndiz. Este portillo tiene un arco de medio punto de ladrillo y se podía cerrar mediante batientes y un rastrillo (aún se aprecian las guías por donde bajaba dicho rastrillo).
- Puerta Dintelada (siglo XVI). En el año 1548 se añadió una portada de acceso a la Puerta del Capitel, cerca del Arco del Peso, en la Plaza de San José. La portada está formada por un arco de medio punto a base de dovelas graníticas, al igual que las jambas. El arco está coronado por un frontón, bajo el cual figura la inscripción "Civitas Pacensis".
- Puerta de Carros (siglo XVII, restaurada en siglo XX). Después de la Guerra de Restauración con Portugal, a finales del siglo XVII, se debió abrir esta puerta junto a la Puerta de Yelves, para facilitar el paso de los carruajes al interior de la Alcazaba (+info). Esta puerta estaba formada por un arco de medio punto, y cerrada por batientes. Posteriormente, entre 1912 y 1914 la Puerta de Carros se dinamitó, abriendo una brecha para facilitar más aún el paso a la Alcazaba, quedando la Puerta de Yelves sepultada bajo los escombros. Durante varias décadas la brecha permaneció como tal, hasta que en época más reciente se construyó el vano que hoy podemos apreciar.
- Además, la alcazaba cuenta con pequeñas puertas que completan su conjunto amurallado desde la parte más septentrional (río Guadiana) hasta puertas que conectan con el Jardín de la Galera: como el Portillo de la Torre Vieja (siglo IX) y otros anexos a la Puerta del Alpéndiz (siglo XII).

|                                                        |
| Puerta del interior del recodo de la Puerta de Carros. |

|                   |
| Puerta Dintelada. |

## Jardines

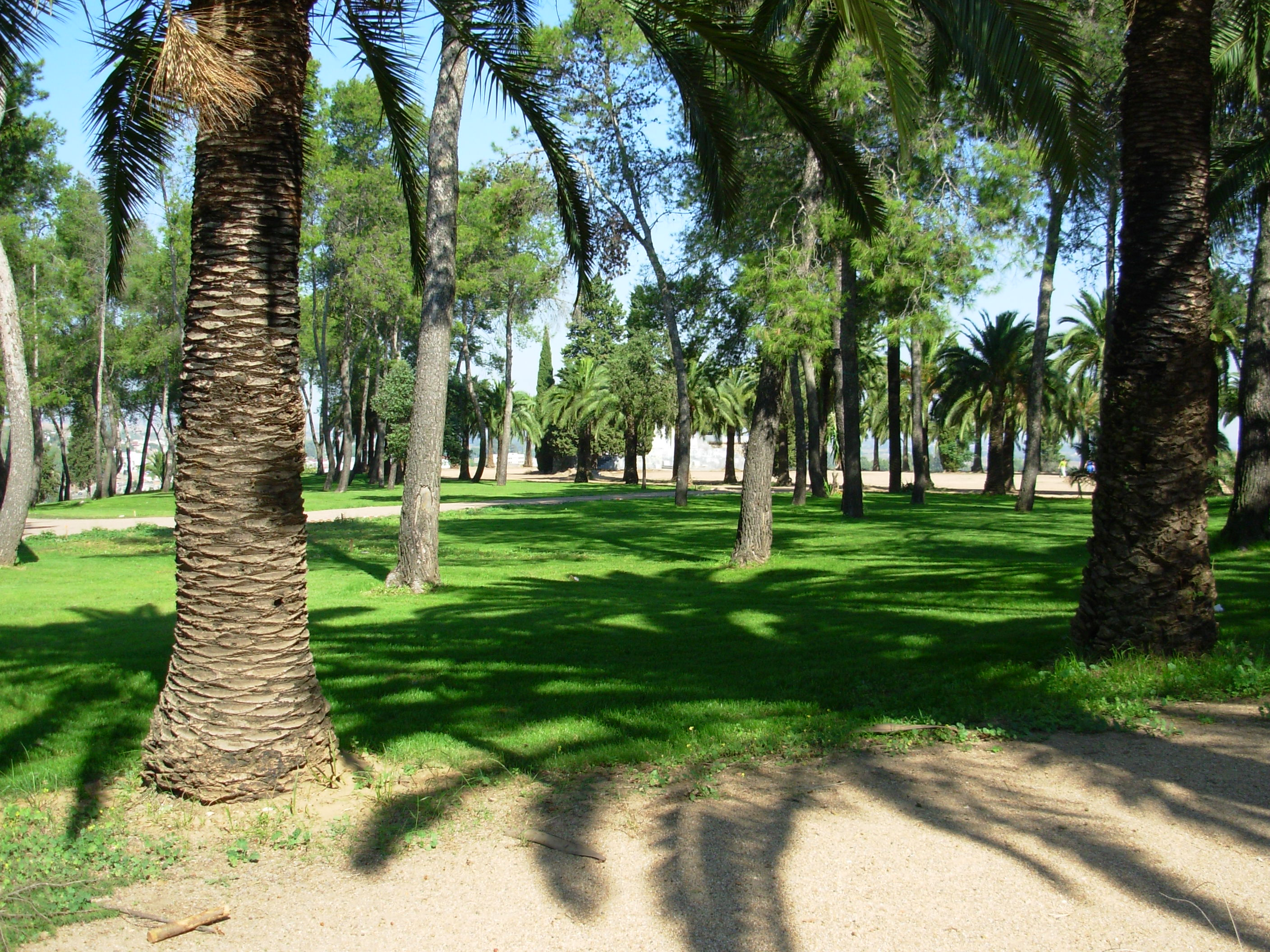
Parque de la Alcazaba.

La Alcazaba alberga un extenso parque con abundante vegetación y espacios abiertos. La zona ha sido rehabilitada recientemente, siendo la primera fase de un proyecto de rehabilitación integral financiado, entre otros, por el Ministerio de Vivienda. Algunos años ha sido el lugar elegido para llevar a cabo los actos (mercado árabe, obras de teatro, etc.) de Al-Mossassa Batalyaws, fiesta que celebra la fundación de la ciudad por Ibn Marwan.

## Restauración
Tal y como se ha dicho anteriormente, el carácter defensivo de la alcazaba, unido a causas políticas y económicas, ha provocado un constante deterioro del recinto amurallado de la Alcazaba llegando a ser un foco de delincuencia y drogadicción.
Sin embargo, distintas intervenciones en los últimos años han hecho que la Alcazaba vuelva a relucir como en tiempos antiguos. Las últimas intervenciones han revelado nuevos datos y restos con los que reconstruir la historia del recinto que dio origen a la ciudad, como taifa. Con cada intervención salen a relucir elementos que permiten comprender mejor la estructura urbana y social de sus primero moradores.
El poder recorrer todo el adarve se debe a la obra realizada en la última fase del proyecto, lo que ha hecho posible la recuperación del tramo amurallado entre la Puerta de Carros y el Alpéndiz, la rehabilitación de La Galera y sus jardines, la Torre de Espantaperros y ahora, en esta fase, entre esta y la Puerta del Alpéndiz.
El visitante, además de poder ver el recinto recuperado desde el exterior, a lo largo de la carretera de circunvalación, o desde los accesos por las carreteras de Cáceres y de Madrid, puede recorrer el adarve por el interior de la muralla y encontrará además de varias edificaciones interiores, un rico yacimiento arqueológico, descubierto en esta fase del proyecto, de tal magnitud e importancia que las administraciones se han comprometido a buscar el modo de mantenerlo visitable por un lado, y de continuar con las excavaciones por otro.
El yacimiento deja visible toda una infraestructura hidráulica en el área palaciega, con baños, termas, piscina, conducciones con algún resto de estuco, como parte de la casa fuerte del tirano Gómez de Solís (siglo XV), que demuele torres y estructuras propias de una ciudad de fuero real como fue Badajoz, e incluso parte del Alpéndiz, construye un alcázar y privatiza la puerta para cobrar el portazgo, usa cuevas como almacenes; ahora se ven restos de varias torres. También quedan restos de una iglesia construida sobre el yacimiento islámico, y aparece parte de la muralla taifa y torre sobreelevada desde donde se conectaba visualmente con otra, la de La Atalaya, ubicada en las inmediaciones de Cerro Gordo.
En torno a la muralla, han aparecido nuevas dependencias, restos de la fortaleza primitiva, accesos, dependencias y una puerta próxima a la del Alpendiz, para el paso de carruajes, dada la dificultad de la principal por ser una puerta en recodo, por motivos de seguridad y defensa, que ha sido rehecha en parte, debidamente documentada, por expertos. Entre la barbacana y la muralla hay un hueco que fue adaptado para uso como polvorín, un espacio que como la puerta estaba lleno de tierra y al ir rebajando el nivel han quedado al descubierto restos del material primitivo, marcas de bóvedas; o un rostrillo como los de Elvas. Otro punto de interés es un agregado a la muralla, donde se ve fue un arco y una puerta para cobrar el portazgo.
Todo ello se puede observar en un recorrido que ya se puede hacer completo desde el adarve de la fortaleza. Con todo, el futuro de la alcazaba, en el que el próximo elemento a recuperar será su puerta principal, la del Capitel, y quedan aún pendientes las edificaciones del interiores, y el ajardinamiento de algunas zonas, está llamado a ser un gran museo al aire libre y complejo histórico, artístico y arqueológico, que debidamente gestionado y mantenido tendría un potencial aún inimaginable.

## Exterior de la alcazaba

### Plaza Alta
El Alpéndiz
El alpéndiz (siglo IX o posterior) es un muro que partiendo de la Puerta del Alpéndiz desciende oblicuamente hacia el Arroyo Rivillas. Este muro tenía la función de proteger las viviendas que se encontraban en esta zona de posibles ataques, además de permitir un acceso seguro a la puerta anteriormente mencionada.
Restos del Arrabal Oriental
Mientras la ciudad musulmana crecía y prosperaba en la Alcazaba y en la Medina, en otros lugares se formaban los arrabales, para recoger a la población de menos recursos. De entre los varios arrabales que existieron en torno a Badajoz, solo podemos ver restos de uno de ellos, el Arrabal Oriental, que fue además el mayor de ellos. Este arrabal se asentaba sobre la ladera noreste de la Alcazaba, lugar de orografía escarpada. En esta zona también se asentó el antiguo barrio de San Antonio, destruido al construir el sistema abaluartado de murallas.
Estos restos permanecieron ocultos hasta los años 1977-1982, cuando se realizaron unas excavaciones arqueológicas junto al alpéndiz. Desde entonces, parte estos restos han permanecido al descubierto, siendo objeto de deterioro y vandalismo, mientras que los demás permanecen enterrados.
La Galera
Este edificio fue erigido en el siglo XVI como prisión de mujeres. Su interior forma una gran nave abovedada, de 30 metros de largo por 17 de ancho, dividida en 3 partes por arquerías de 4 columnas. Algunos de los capiteles son de origen romano y visigodo, reaprovechados de construcciones anteriores. La cubierta está formada por bóvedas de medio cañón rampantes. Desde el interior del edificio se accede a la Torre de Espantaperros.
Este edificio sirvió luego como ayuntamiento, pósito, almacén y escuela; y finalmente como Museo Arqueológico Provincial, desde 1938 hasta 1989, cuando fue trasladado al emplazamiento actual, el Palacio de los Condes de la Roca. Desde entonces su uso ha sido el de almacén. En su fachada podemos encontrar algunos de los más bellos escudos y blasones de la ciudad. La portada procede del antiguo seminario de San Atón.
Al fondo de los Jardines de la Galera se encuentran los restos de la Torre de la Vieja, torre albarrana hueca en su interior, con una pequeña puerta de acceso a una escalera que permitía entrar en la Alcazaba a través de una puerta situada en la barbacana de la muralla. Esta puerta, aunque es aún visible, se encuentra cegada. Esta torre fue desmochada y enterrada durante la construcción del Semibaluarte de San Antonio.
Ermita de Pajaritos

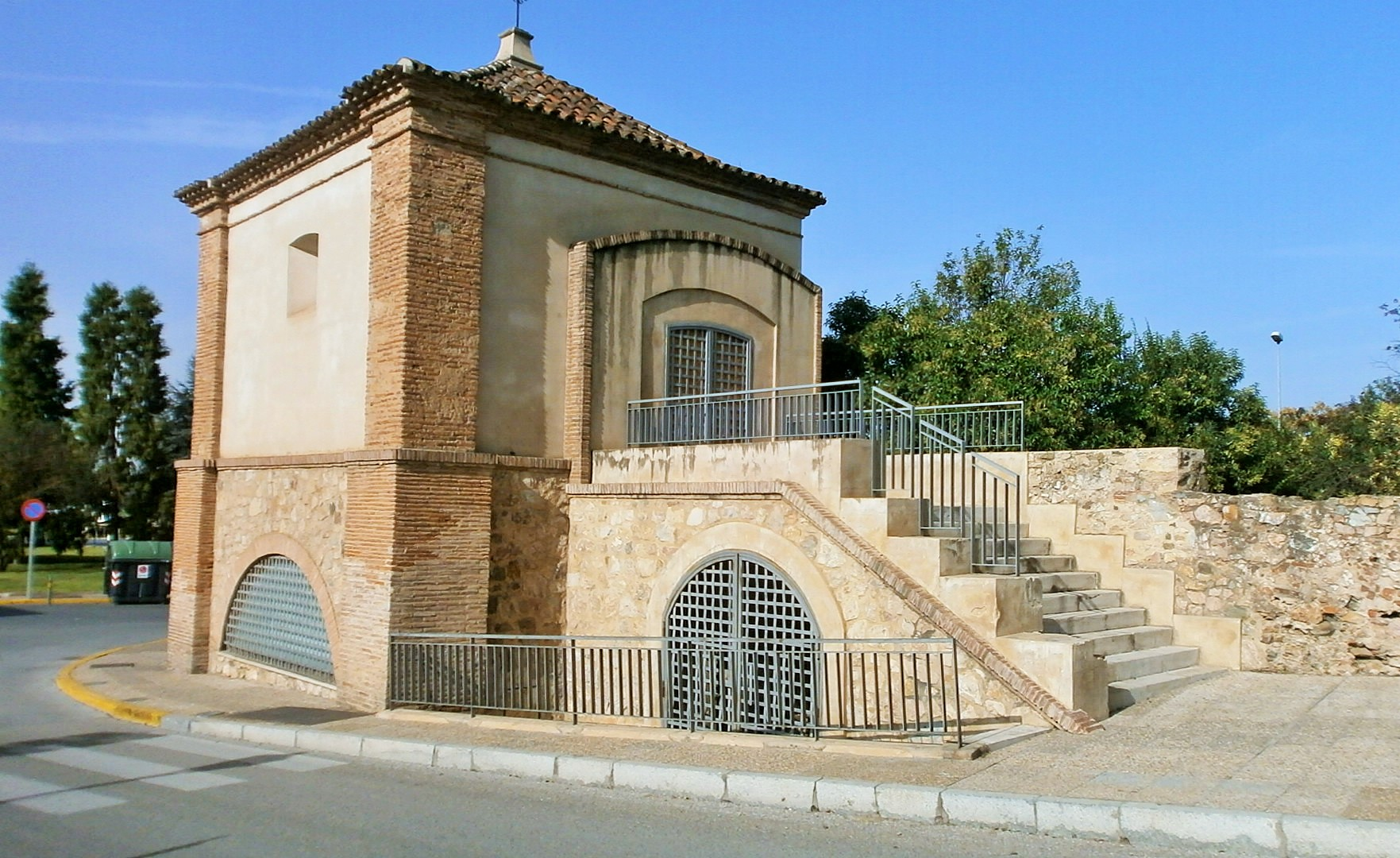
Ermita Pajaritos.

En el exterior de la alcazaba, modesta construcción de reducidas proporciones y sencilla arquitectura, pero de muy significadas connotaciones para la ciudad. La edificación se concreta como edículo de planta cuadrada, con cubierta de teja árabe de cuatro aguas, y puerta de severo diseño sobre cuatro escalones, carente de todo elemento formal de intención decorativa. De origen posiblemente musulmán, su presencia fue respetada por las sucesivas remodelaciones de los sistemas fortificados en ese ámbito. La obra se sitúa cerca de las que fueran puertas Nueva, de Carros o Yelbe, y de Pelambres, de la Muralla Vaubán, en el lugar conocido como "el Monturio", frente al río Guadiana, en la desembocadura de las calles Morales y San Atón. En la capilla dispuesta en el segundo piso con ocasión de las reformas realizadas en siglo XVI, estuvo colocado uno de los cuadros más tempranos de Luis de Morales: "La Virgen del Pajarito", circunstancia de la que deriva su denominación. Leyendas sin otro valor que la antigüedad, sitúan en esta ermita el taller del mencionado pintor pacense, e incluso su propia morada, y la anécdota del encuentro del artista con el rey Felipe II, con cuya ocasión, éste concedió a Morales, ya viejo y pobre, una pensión de doscientos ducados.

## Atalayas
Durante la época islámica, Badajoz fue dotada de torres vigías o atalayas situadas a en los cerros próximos al terreno circundante de la ciudad. La función de estas torres vigías era la de controlar los caminos en caso de peligro. Se sabe por la cartografía militar que estas torres estuvieron en uso incluso hasta la Guerra de la Independencia (siglo XIX). De las numerosas atalayas con que contó Badajoz, solo se conservan cuatro de ellas. Otras como la de Alcarache (cerca de Caya), San Gaspar (cerro del mismo nombre), del Rey y de San Juan (cercanas al Fuerte de San Cristóbal) ya no se conservan (o al menos se desconoce si quedan restos).
Atalaya de Los Rostros
Construida en el siglo XII, es la atayala de época musulmana mejor conservada de la ciudad de Badajoz. De planta octogonal y 12 metros de altura (al igual que la Torre de Espantaperros), era la encargada de vigilar el camino a Mérida. La parte baja de la torre es maciza, mientras que la superior es hueca y está cubierta con una bóveda de cañón, y donde se encuentra la subida a la terraza. Además, la torre está protegida por una barbacana que la rodea, con una entrada en recodo (característico de las obras almohades), presentando una segunda barbacana a pocos metros.
Atalaya del Camino de Yelbes
En la zona por donde discurría en antiguo camino de Yelbes, encontramos algunos restos de esta atayala. La forma de la torre es cuadrada, de 3x3 metros, construida en tapial, con muros de 85 centímetros de grosor y una altura de más de 1,20 metros. Se desconoce la altura exacta que pudo tener esta torre originalmente.
Atalaya de La Quebrada o de Torrequebrada
Se encuentra formando parte de una casa, en el cortijo de Torrequebrada, Urbanización La Atalaya. De forma cuadrada, con 2,5 metros de lado y 6 metros de altura y construida en tapial. Fue levantada en época almohade, y mantuvo su función de comunicación y control de caminos hasta la Guerra de la Independencia (siglo XIX), como el resto de atalayas.
Atalaya de los Frailes o Tres Arroyos
Atalaya de los Frailes o Tres Arroyos, también conocida como Atayala de los Monjes, es una torre de mampostería de base cuadrangular, de 10 metros de altura, que se encuentra en el paraje de Tres Arroyos. La fábrica de la torre reviste las mismas directrices que las del resto de atalayas.

## Galería de imágenes

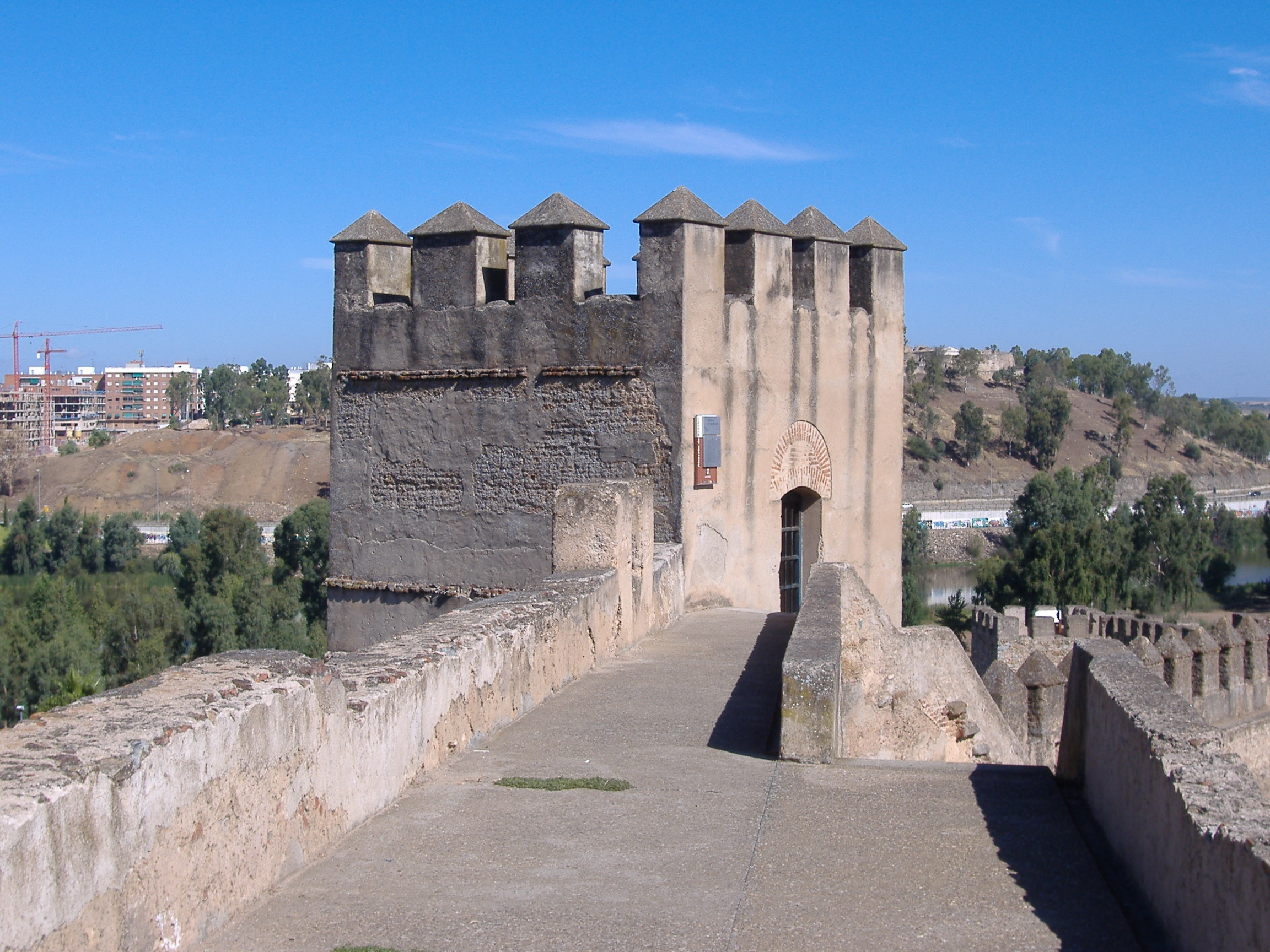
Adarve de la Alcazaba de Badajoz.
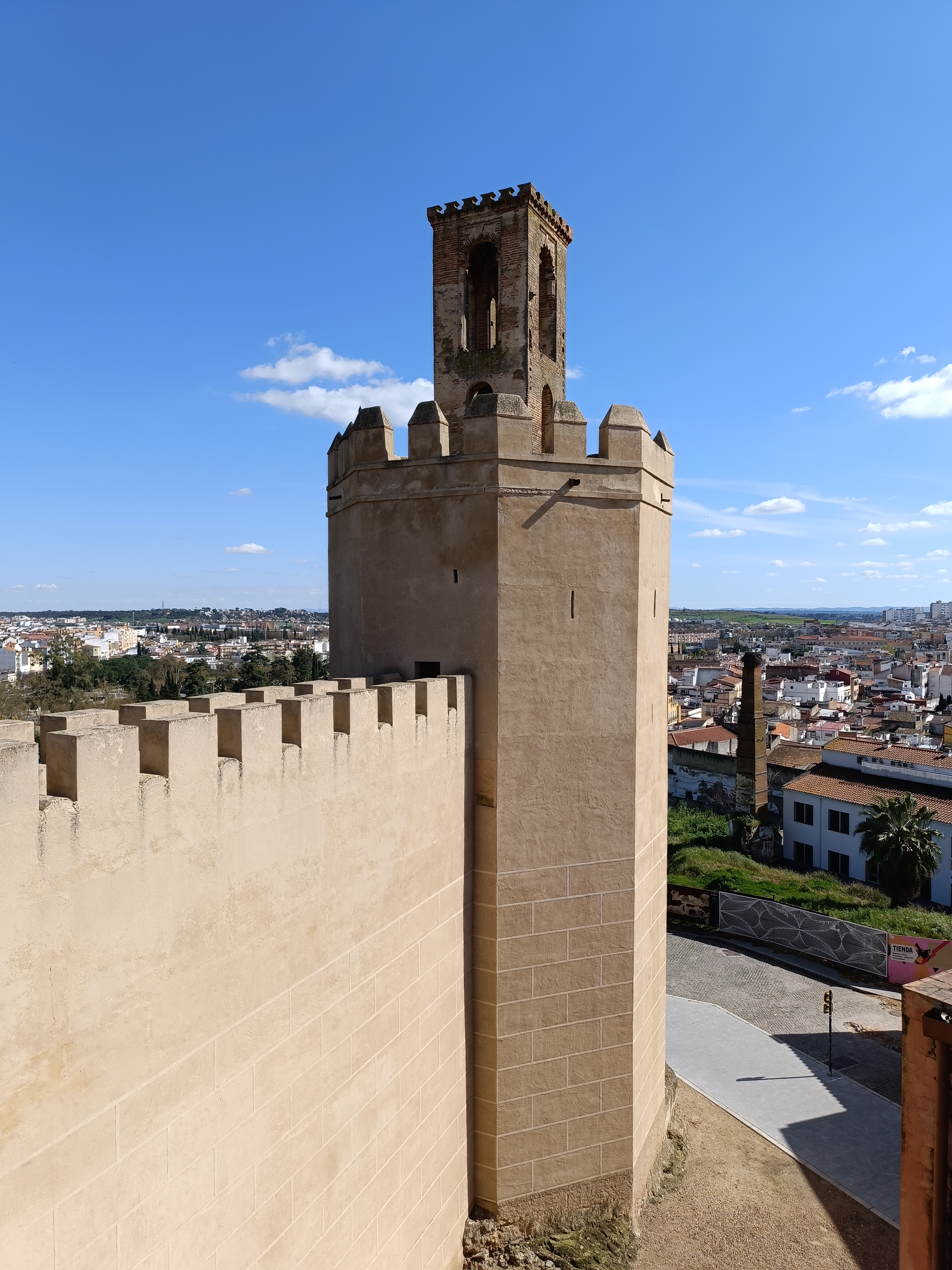
Torre de Espantaperros y acceso desde la muralla.
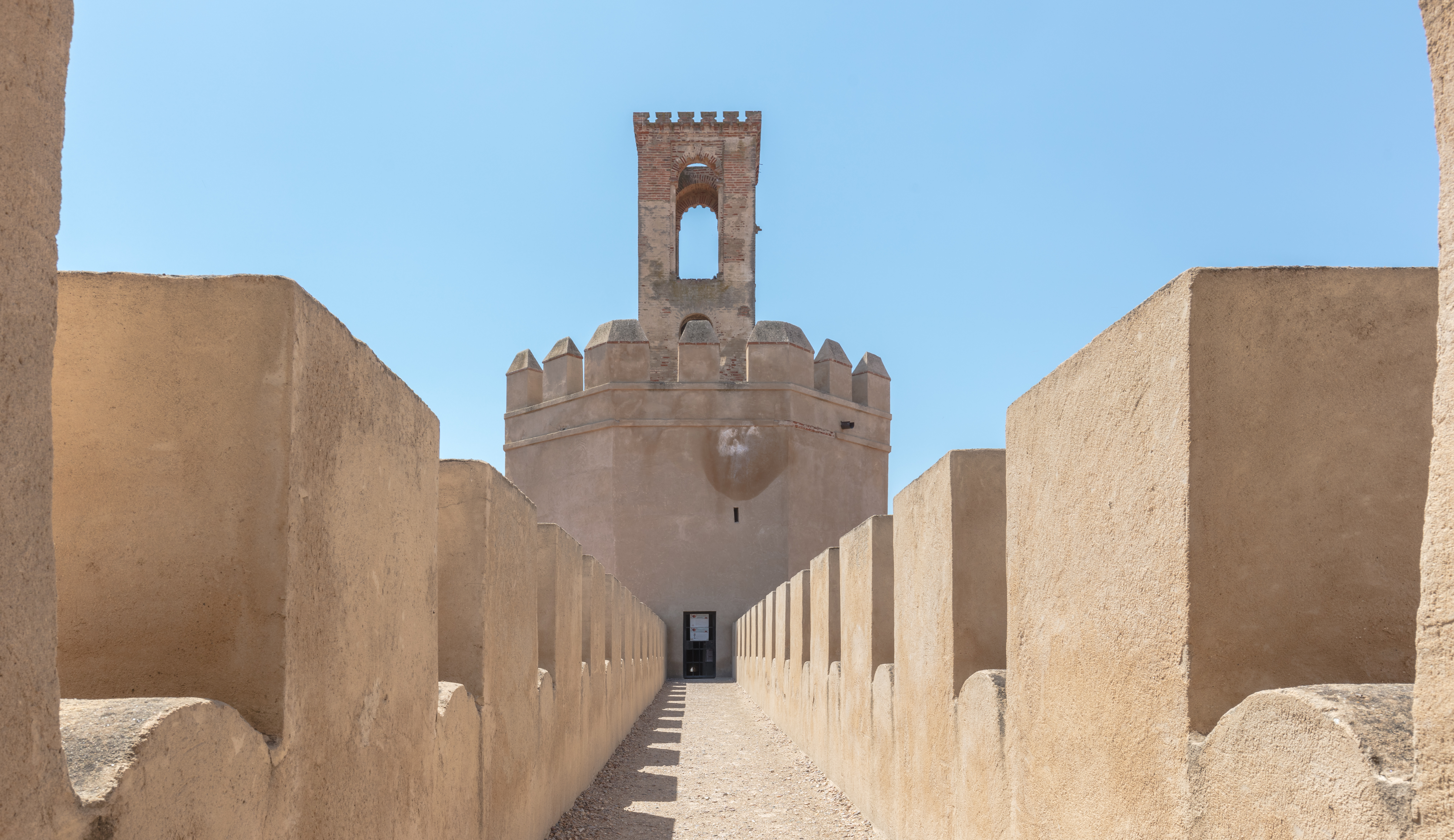
Torre de Espantaperros y vista frontal del acceso desde muralla.
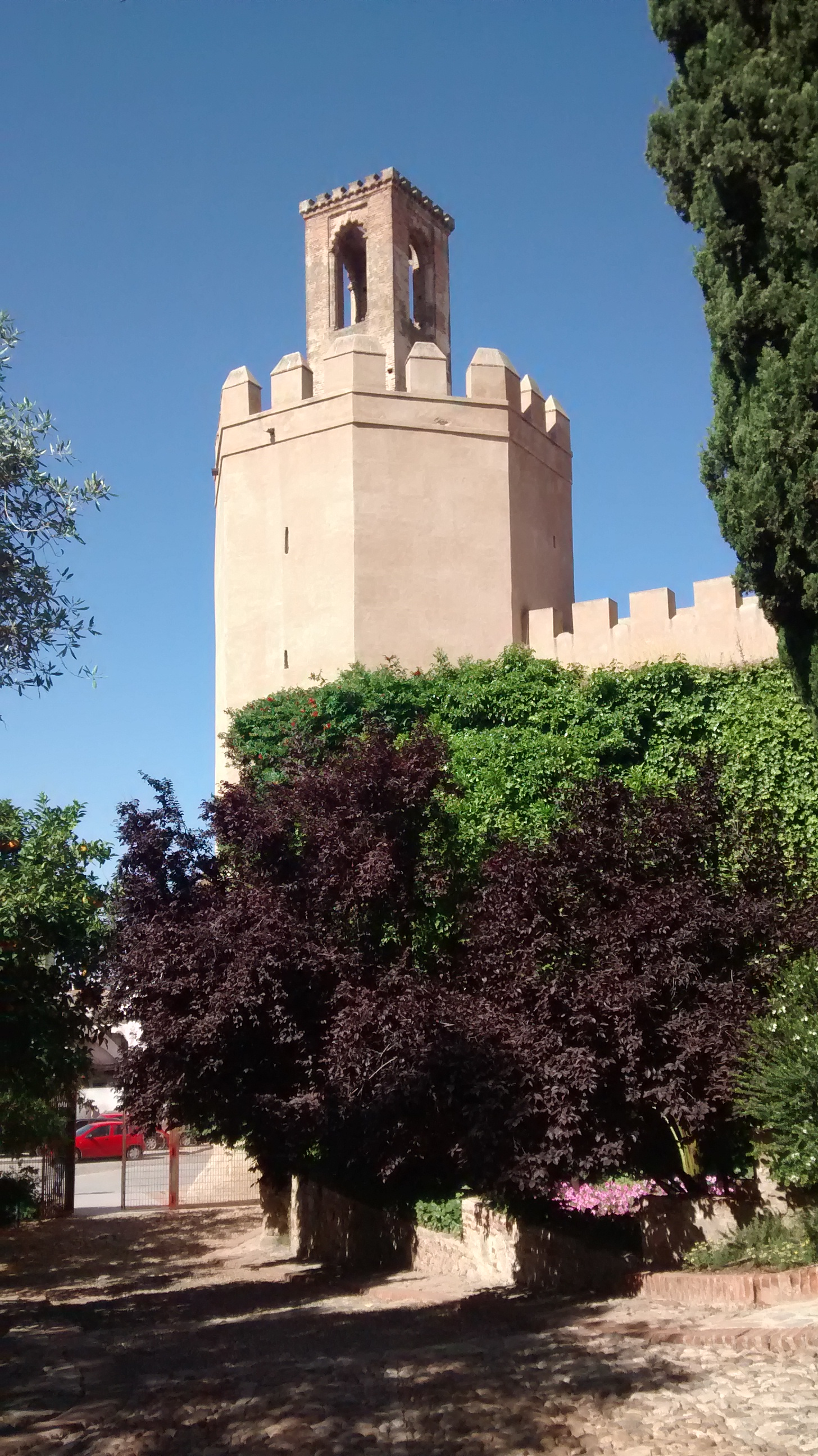
Torre de Espantaperros desde los Jardines de la Galera.
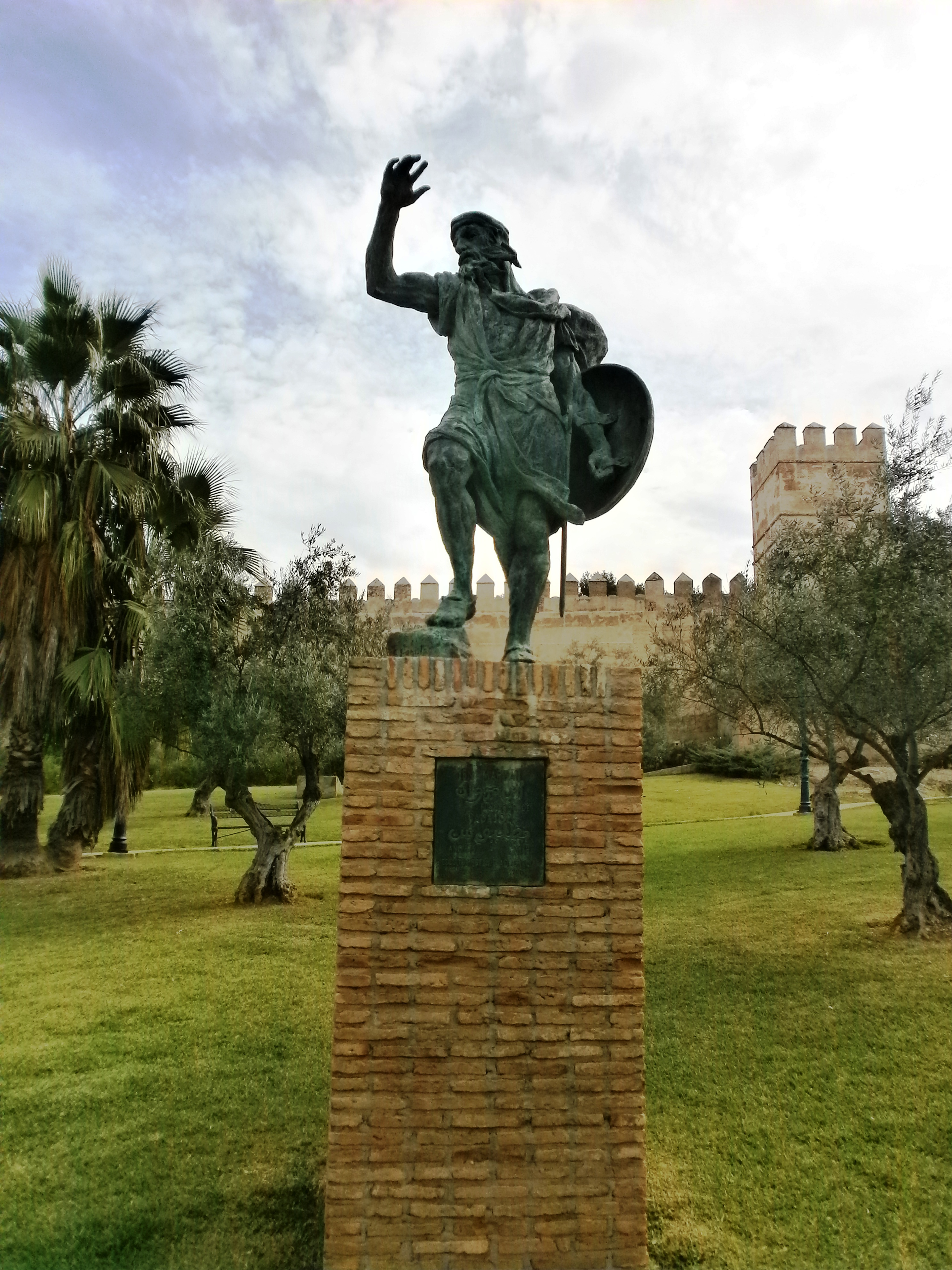
Estatua en honor a Ibn Marwan, fundador de Badajoz.
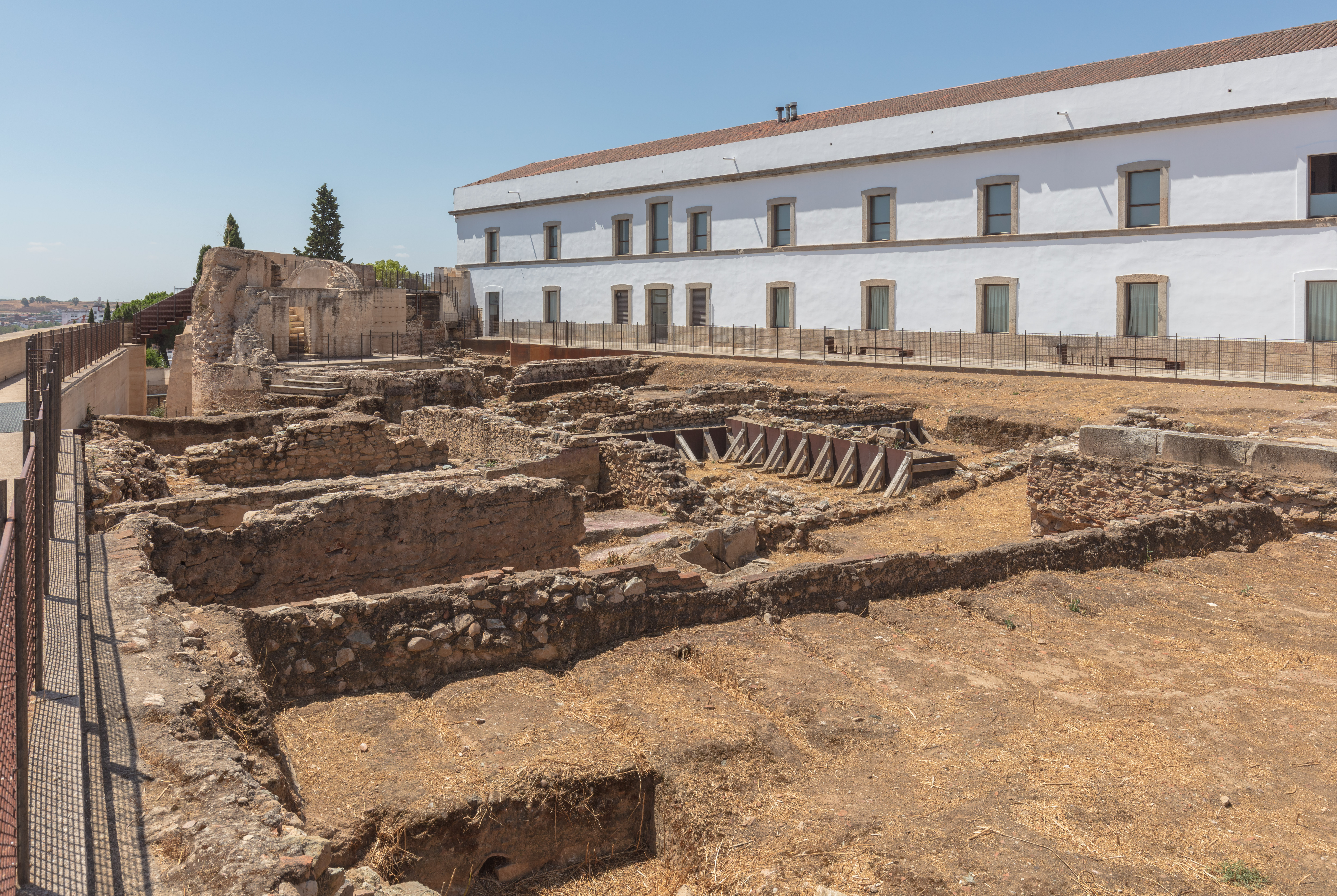
Excavaciones en la alcazaba.